# Liste des handballeurs internationaux français
 (mars 2025).
La mise en forme du texte ne suit pas les recommandations de Wikipédia : il faut le « wikifier ».
Les points d'amélioration suivants sont les cas les plus fréquents. Le détail des points à revoir est peut-être précisé sur la page de discussion.
- Les titres sont pré-formatés par le logiciel. Ils ne sont ni en capitales, ni en gras.
- Le texte ne doit pas être écrit en capitales (les noms de famille non plus), ni en gras, ni en italique, ni en « petit »…
- Le gras n'est utilisé que pour surligner le titre de l'article dans l'introduction, une seule fois.
- L'italique est rarement utilisé : mots en langue étrangère, titres d'œuvres, noms de bateaux, etc.
- Les citations ne sont pas en italique mais en corps de texte normal. Elles sont entourées par des guillemets français : « et ».
- Les listes à puces sont à éviter, des paragraphes rédigés étant largement préférés. Les tableaux sont à réserver à la présentation de données structurées (résultats, etc.).
- Les appels de note de bas de page (petits chiffres en exposant, introduits par l'outil «  Source ») sont à placer entre la fin de phrase et le point final[comme ça].
- Les liens internes (vers d'autres articles de Wikipédia) sont à choisir avec parcimonie. Créez des liens vers des articles approfondissant le sujet. Les termes génériques sans rapport avec le sujet sont à éviter, ainsi que les répétitions de liens vers un même terme.
- Les liens externes sont à placer uniquement dans une section « Liens externes », à la fin de l'article. Ces liens sont à choisir avec parcimonie suivant les règles définies. Si un lien sert de source à l'article, son insertion dans le texte est à faire par les notes de bas de page.
- La présentation des références doit suivre les conventions bibliographiques. Il est recommandé d'utiliser les modèles {{Ouvrage}}, {{Chapitre}}, {{Article}}, {{Lien web}} et/ou {{Bibliographie}}. Le mode d'édition visuel peut mettre en forme automatiquement les références.
- Insérer une infobox (cadre d'informations à droite) n'est pas obligatoire pour parachever la mise en page.

Pour une aide détaillée, merci de consulter Aide:Wikification.
Si vous pensez que ces points ont été résolus, vous pouvez retirer ce bandeau et améliorer la mise en forme d'un autre article.
Cette page présente les joueurs sélectionnés en Équipe de France masculine de handball depuis 1946.
La liste des joueurs sélectionnées avant 2002 est bien documentée (cf. Référence 1).

## Statistiques
Les tableaux suivants listent les joueurs ayant marqué le plus de buts ainsi que ceux ayant à leur compte le plus de sélections en équipe nationale. En gras, les joueurs encore en activité.

### Joueurs les plus sélectionnés
| Joueur                 | Carrière | Carrière | Sélections |
| Joueur                 | Début    | Fin      | Sélections |
| ---------------------- | -------- | -------- | ---------- |
| Jackson Richardson     | 1990     | 2005     | 417        |
| Jérôme Fernandez       | 1997     | 2015     | 390        |
| Didier Dinart          | 1996     | 2013     | 379        |
| Nikola Karabatic       | 2002     | 2024     | 362        |
| Thierry Omeyer         | 1999     | 2017     | 358        |
| Daniel Narcisse        | 2000     | 2017     | 311        |
| Guillaume Gille        | 1996     | 2012     | 308        |
| Michaël Guigou         | 2002     | 2021     | 307        |
| Philippe Gardent       | 1983     | 1995     | 298        |
| Pascal Mahé            | 1984     | 1996     | 297        |
| Luc Abalo              | 2005     | 2021     | 289        |
| Bertrand Gille         | 1997     | 2013     | 268        |
| Gaël Monthurel         | 1987     | 1996     | 253        |
| Thierry Perreux        | 1984     | 1995     | 244        |
| Christian Gaudin       | 1992     | 2002     | 242        |
| Frédéric Volle         | 1987     | 1996     | 241        |
| Stéphane Stoecklin     | 1990     | 1999     | 238        |
| Olivier Girault        | 1997     | 2008     | 235        |
| Cédric Burdet          | 1997     | 2008     | 226        |
| Cédric Sorhaindo       | 2005     | 2020     | 220        |
| Guéric Kervadec        | 1993     | 2005     | 217        |
| Éric Quintin           | 1988     | 1996     | 216        |
| Alain Portes           | 1983     | 1992     | 212        |
| Joël Abati             | 1995     | 2009     | 203        |
| Valentin Porte         | 2013     | 2024     | 195        |
| Philippe Médard        | 1979     | 1992     | 183        |
| Christophe Kempé       | 1996     | 2009     | 178        |
| Bruno Martini          | 1990     | 2002     | 178        |
| Philippe Debureau      | 1985     | 1992     | 177        |
| Kentin Mahé            | 2010     | -        | 175        |
| Luka Karabatic         | 2011     | 2025     | 172        |
| Patrick Cazal          | 1994     | 2003     | 171        |
| Grégory Anquetil       | 1995     | 2005     | 169        |
| Gilles Derot           | 1984     | 1992     | 167        |
| Denis Lathoud          | 1987     | 1996     | 164        |
| Daniel Hager           | 1985     | 1992     | 163        |
| Ludovic Fabregas       | 2015     | -        | 159        |
| Vincent Gérard         | 2013     | 2024     | 157        |
| Laurent Munier         | 1987     | 1995     | 154        |
| Daouda Karaboué        | 2004     | 2013     | 151        |
| Jean-Michel Serinet    | 1979     | 1987     | 149        |
| Andrej Golić           | 1998     | 2004     | 149        |
| Marc Wiltberger        | 1991     | 2000     | 148        |
| Nedim Remili           | 2016     | -        | 145        |
| Jean-Luc Thiébaut      | 1983     | 1994     | 144        |
| Denis Tristant         | 1987     | 1992     | 141        |
| Dominique Deschamps    | 1979     | 1986     | 141        |
| Philippe Schaaf        | 1988     | 1996     | 140        |
| Frédéric Perez         | 1986     | 1994     | 138        |
| Dika Mem               | 2016     | -        | 135        |
| Jean-Michel Geoffroy   | 1977     | 1983     | 128        |
| Francis Varinot        | 1972     | 1980     | 121        |
| Guillaume Joli         | 2006     | 2015     | 118        |
| Patrick Boullé         | 1979     | 1987     | 117        |
| Éric Cailleaux         | 1978     | 1988     | 114        |
| Timothey N'Guessan     | 2013     | 2024     | 114        |
| Sébastien Bosquet      | 2002     | 2013     | 112        |
| Nicolas Tournat        | 2015     | -        | 112        |
| Bernard Gaffet         | 1980     | 1989     | 111        |
| Stéphane Joulin        | 1995     | 2002     | 111        |
| Melvyn Richardson      | 2017     | -        | 106        |
| Bernard Sellenet       | 1963     | 1964     | 104        |
| Marc-Henri Bernard     | 1980     | 1986     | 103        |
| Mathieu Grébille       | 2012     | -        | 102        |
| Jean Férignac          | 1957     | 1970     | 101        |
| Franck Junillon        | 2001     | 2011     | 101        |
| André Sellenet         | 1961     | 1972     | 101        |
| William Accambray      | 2009     | 2017     | 99         |
| Alain Nicaise          | 1972     | 1976     | 90         |
| Jean-Pierre Etcheverry | 1959     | 1970     | 89         |
| Yohann Ploquin         | 2001     | 2009     | 89         |
| Samuel Honrubia        | 2009     | 2017     | 87         |
| Xavier Barachet        | 2009     | 2015     | 84         |
| René Richard           | 1961     | 1970     | 83         |
| Michel Cicut           | 1979     | 19855    | 82         |
| Romain Lagarde         | 2017     | -        | 81         |
| Guy Channen            | 1970     | 1979     | 80         |
| Gilles Meyer           | 1972     | 1979     | 79         |
| Sylvain Nouet          | 1979     | 1985     | 78         |
| Jean-Louis Legrand     | 1971     | 1977     | 77         |
| Eddie Couriol          | 1979     | 1983     | 75         |
| Claude Galland         | 1969     | 1974     | 75         |
| Gérard Roussel         | 1974     | 1979     | 74         |
| Yohann Delattre        | 1990     | 1999     | 74         |
| Dylan Nahi             | 2017     | -        | 73         |
| Stéphane Plantin       | 1997     | 2003     | 72         |
| Stéphane Cordinier     | 1993     | 1999     | 72         |
| Laurent Puigségur      | 1998     | 2002     | 72         |
| Adrien Dipanda         | 2015     | -        | 72         |
| Raoul Bucheit          | 1971     | 1977     | 71         |
| Jean-Paul Martinet     | 1974     | 1979     | 70         |

### Meilleurs buteurs
| Joueur                                 | Carrière | Carrière | Buts | Buts par match |
| Joueur                                 | Début    | Fin      | Buts | Buts par match |
| -------------------------------------- | -------- | -------- | ---- | -------------- |
| Jérôme Fernandez                       | 1997     | 2015     | 1463 | 3,75           |
| Nikola Karabatic                       | 2002     | 2024     | 1302 | 3,60           |
| Michaël Guigou                         | 2002     | 2021     | 1021 | 3,36           |
| Frédéric Volle                         | 1987     | 1996     | 1016 | 4,21           |
| Daniel Narcisse                        | 2000     | 2017     | 943  | 3,03           |
| Stéphane Stoecklin                     | 1990     | 1999     | 898  | 3,77           |
| Luc Abalo                              | 2005     | 2021     | 859  | 3,01           |
| Bertrand Gille                         | 1997     | 2013     | 806  | 3,01           |
| Jackson Richardson                     | 1990     | 2005     | 787  | 1,88           |
| Pascal Mahé                            | 1984     | 1996     | 739  | 2,49           |
| Guillaume Gille                        | 1996     | 2012     | 678  | 2,35           |
| Philippe Gardent                       | 1983     | 1995     | 635  | 2,13           |
| Joël Abati                             | 1995     | 2009     | 586  | 2,89           |
| Philippe Debureau                      | 1985     | 1992     | 574  | 3,24           |
| Kentin Mahé                            | 2010     | -        | 560  | 3,20           |
| Olivier Girault                        | 1997     | 2008     | 539  | 2,29           |
| Guéric Kervadec                        | 1993     | 2005     | 517  | 2,38           |
| Alain Portes                           | 1983     | 1992     | 500  | 2,36           |
| Dika Mem                               | 2016     | -        | 495  | 3,67           |
| Cédric Burdet                          | 1997     | 2008     | 491  | 2,26           |
| Patrick Cazal                          | 1994     | 2003     | 482  | 2,82           |
| Grégory Anquetil                       | 1994     | 2005     | 476  | 2,82           |
| Thierry Perreux                        | 1984     | 1995     | 476  | 1,95           |
| Denis Lathoud                          | 1987     | 1996     | 463  | 2,84           |
| Nedim Remili                           | 2016     | -        | 445  | 3,07           |
| Valentin Porte                         | 2013     | 2024     | 434  | 2,23           |
| Cédric Sorhaindo                       | 2005     | 2020     | 425  | 1,93           |
| Ludovic Fabregas                       | 2015     | -        | 398  | 2,50           |
| Andrej Golić                           | 1998     | 2004     | 368  | 2,47           |
| Guillaume Joli                         | 2006     | 2015     | 346  | 2,93           |
| Stéphane Joulin                        | 1996     | 2002     | 344  | 3,10           |
| Laurent Munier                         | 1987     | 1995     | 305  | 1,93           |
| Hugo Descat                            | 2013     | -        | 300  | 4,41           |
| Gaël Monthurel                         | 1987     | 1996     | 292  | 1,15           |
| Éric Quintin                           | 1988     | 1996     | 277  | 1,28           |
| Christophe Kempé                       | 1996     | 2009     | 267  | 1,50           |
| Melvyn Richardson                      | 2017     | -        | 260  | 2,45           |
| Nicolas Tournat                        | 2015     | -        | 254  | 2,27           |
| André Sellenet                         | 1961     | 1972     | 250  | 2,48           |
| Marc Wiltberger                        | 1991     | 2000     | 241  | 1,63           |
| Timothey N'Guessan                     | 2013     | 2024     | 225  | 1,97           |
| William Accambray                      | 2009     | 2017     | 210  | 2,12           |
| Sébastien Bosquet                      | 2002     | 2013     | 202  | 1,80           |
| Samuel Honrubia                        | 2009     | 2016     | 194  | 2,23           |
| Dylan Nahi                             | 2017     | -        | 188  | 2,58           |
| Luka Karabatic                         | 2011     | 2025     | 182  | 1,06           |
| François-Xavier Houlet                 | 1993     | 2004     | 181  | 2,83           |
| Stéphane Plantin                       | 1997     | 2003     | 168  | 1,63           |
| Didier Dinart                          | 1996     | 2013     | 162  | 0,43           |
| Xavier Barachet                        | 2009     | 2013     | 162  | 1,93           |
| Dernière mise à jour : 27 février 2025 |          |          |      |                |

### Joueurs les plus précoces
Parmi les joueurs ayant connu leur première sélection avant 20 ans, on trouve :
| Joueur               | Date de naissance | 1re sélection     | Âge                         |
| -------------------- | ----------------- | ----------------- | --------------------------- |
| Dylan Nahi           | 30 novembre 1999  | 26 octobre 2017   | 17 ans, 10 mois et 26 jours |
| Nikola Karabatic     | 11 avril 1984     | 2 janvier 2002    | 18 ans, 6 mois et 22 jours  |
| Benoît Kounkoud      | 19 janvier 1997   | 5 novembre 2015   | 18 ans, 9 mois et 17 jours  |
| Ludovic Fabregas     | 1er juillet 1996  | 10 juin 2015      | 18 ans, 11 mois et 9 jours  |
| Dika Mem             | 31 août 1997      | 3 novembre 2016   | 19 ans, 2 mois et 3 jours   |
| Éric Cailleaux       | 4 mai 1959        | 10 septembre 1978 | 19 ans, 4 mois et 6 jours   |
| Kentin Mahé          | 22 mai 1991       | 28 octobre 2010   | 19 ans, 5 mois et 6 jours   |
| Philippe Gardent     | 15 mars 1964      | 8 septembre 1983  | 19 ans, 5 mois et 24 jours  |
| Gilles Meyer         | 22 mars 1953      | vers octobre 1972 | environ 19 ans et 6 mois    |
| Bertrand Gille       | 24 mars 1978      | 29 novembre 1997  | 19 ans, 8 mois et 5 jours   |
| Théo Monar           | 6 juin 2001       | 2 mai 2021        | 19 ans, 10 mois et 26 jours |
| Didier Dinart        | 18 janvier 1977   | 20 décembre 1996  | 19 ans, 11 mois et 2 jours  |
| liste non exhaustive |                   |                   |                             |

### Joueurs les plus âgés
Parmi les joueurs ayant été sélectionnés après 35 ans, on trouve :
| Joueur               | Date de naissance | Dernière sélection | Âge                         |
| -------------------- | ----------------- | ------------------ | --------------------------- |
| Thierry Omeyer (GB)  | 16 novembre 1976  | 6 mai 2017         | 40 ans, 5 mois et 20 jours  |
| Nikola Karabatic     | 11 avril 1984     | 7 août 2024        | 40 ans, 3 mois et 27 jours  |
| Michaël Guigou       | 28 janvier 1982   | 8 août 2021        | 39 ans, 5 mois et 11 jours  |
| Joël Abati           | 25 avril 1970     | 1er février 2009   | 38 ans, 9 mois et 7 jours   |
| Yann Genty (GB)      | 26 décembre 1981  | 7 août 2021        | 38 ans, 7 mois et 12 jours  |
| Jérôme Fernandez     | 7 mars 1977       | 1er février 2015   | 37 ans, 10 mois et 25 jours |
| Vincent Gérard (GB)  | 16 décembre 1986  | 7 août 2024        | 37 ans, 7 mois et 22 jours  |
| Daniel Narcisse      | 16 décembre 1979  | 6 mai 2017         | 37 ans, 4 mois et 20 jours  |
| Daouda Karaboué (GB) | 11 décembre 1975  | 23 janvier 2013    | 37 ans, 1 mois et 12 jours  |
| Bruno Martini (GB)   | 3 juillet 1970    | ? 2007             | environ 37 ans              |
| Luc Abalo            | 6 septembre 1984  | 8 août 2021        | 36 ans, 11 mois et 2 jours  |
| Luka Karabatic       | 19 avril 1988     | 2 février 2025     | 36 ans, 9 mois et 14 jours  |
| Guillaume Gille      | 12 juillet 1976   | 6 août 2012        | 36 ans et 25 jours          |
| Didier Dinart        | 18 janvier 1977   | 23 janvier 2013    | 36 ans et 5 jours           |
| Jackson Richardson   | 14 juin 1969      | 6 février 2005     | 35 ans, 7 mois et 23 jours  |
| Bertrand Gille       | 24 mars 1978      | 2 novembre 2013    | 35 ans, 7 mois et 9 jours   |
| Cédric Sorhaindo     | 7 juin 1984       | 14 janvier 2020    | 35 ans, 7 mois et 7 jours   |
| Olivier Girault      | 22 février 1973   | 24 août 2008       | 35 ans, 6 mois et 2 jours   |
| liste non exhaustive |                   |                    |                             |

### Palmarès par joueur et sélectionneur
Ceux à plus de 10 médailles sont :
| Rang | Joueur           | Médaille d'or | Médaille d'argent | Médaille de bronze | Total | Remarque                                               |
| ---- | ---------------- | ------------- | ----------------- | ------------------ | ----- | ------------------------------------------------------ |
| 1    | Nikola Karabatic | 11            | 2                 | 4                  | 17    | Joueur le plus titré et le plus médaillé de l'histoire |
| 2    | Thierry Omeyer   | 10            | 1                 | 3                  | 14    | -                                                      |
| 2    | Michaël Guigou   | 10            | 1                 | 3                  | 14    | -                                                      |
| 4    | Daniel Narcisse  | 9             | 1                 | 3                  | 13    | -                                                      |
| 4    | Luc Abalo        | 9             | 1                 | 3                  | 13    | -                                                      |
| 6    | Jérôme Fernandez | 9             | 0                 | 3                  | 12    | -                                                      |
| 7    | Guillaume Gille  | 8             | 1                 | 5                  | 13    | Palmarès de joueur (6/0/4) et de sélectionneur (2/1/1) |
| 8    | Didier Dinart    | 8             | 0                 | 5                  | 13    | Palmarès de joueur (7/0/3) et de sélectionneur (1/0/2) |
| 9    | Claude Onesta    | 8             | 1                 | 3                  | 12    | Palmarès de sélectionneur uniquement                   |
| 10   | Cédric Sorhaindo | 7             | 1                 | 2                  | 10    | -                                                      |

## Liste des joueurs par ordre alphabétique
- Haut – A
- B
- C
- D
- E
- F
- G
- H
- I
- J
- K
- L
- M
- N
- O
- P
- Q
- R
- S
- T
- U
- V
- W
- X
- Y
- Z

### A

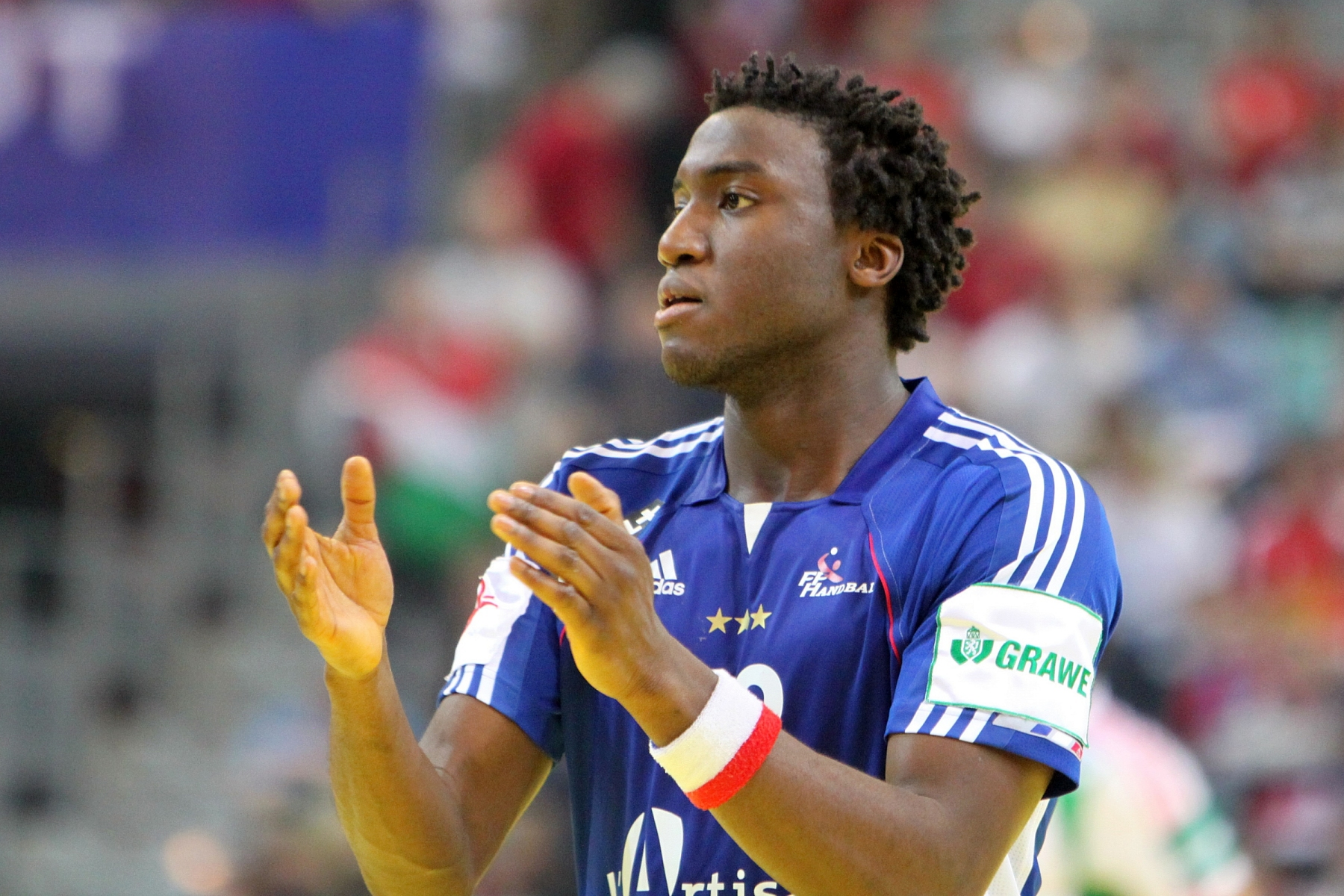
Luc Abalo est triple champion olympique (2008, 2012 et 2021), triple champion du monde (2009, 2011 et 2017) et triple champion d'Europe (2006, 2010 et 2014).

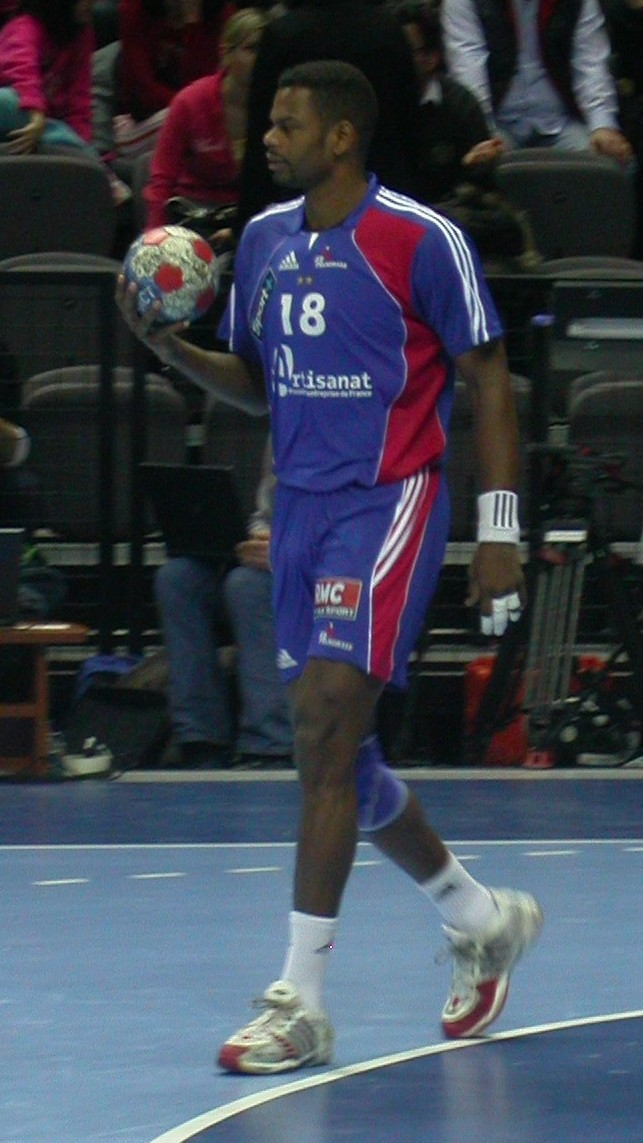
Joël Abati.

| Nom                     | Période   | Poste                   | Matches | Buts | Source            |
| ----------------------- | --------- | ----------------------- | ------- | ---- | ----------------- |
| Luc Abalo               | 2005-2021 | Ailier droit            | 289     | 859  | [ 1 ]             |
| Joël Abati              | 1995-2009 | Arrière ou ailier droit | 204     | 585  |                   |
| William Accambray       | 2009-2017 | Arrière gauche          | 99      | 210  | [réf. nécessaire] |
| Jean-Jacques Acquevillo | 2019-     | Arrière gauche          | 12      | 19   | [ 2 ]             |
| Benjamin Afgour         | 2013-2018 | Pivot                   | 8       | 17   |                   |
| Rachid Aggoune          | 1969-1973 | Demi-centre             | 39      | ?    | Réf. 1            |
| Joseph Alaimo           | 1977-1980 | Pivot                   | 52      | ?    | Réf. 1            |
| Pierre Alba             | 1972-1977 | Ailier gauche           | 50      | ?    | Réf. 1,           |
| Claude Albert           | 1959      | ?                       | 1       | ?    | Réf. 1            |
| Alfred Alexandre        | 1961-1968 | ?                       | 26      | ?    | Réf. 1            |
| Éric Amalou             | 1995-1996 | Ailier gauche           | 31      | ?    | Réf. 1            |
| Michel Amaury           | 1957      | ?                       | 1       | ?    | Réf. 1            |
| Pierre André            | 1950-1954 | ?                       | 2       | ?    | Réf. 1            |
| Philippe Andurand       | 1958      | ?                       | 1       | ?    | Réf. 1            |
| Igor Anic               | 2009-2015 | Pivot                   | 39      | 36   |                   |
| Grégory Anquetil        | 1994-2005 | Ailier droit            | 169     | 476  |                   |
| Frédéric Anquetil       | 1992-1996 | Pivot                   | 53      | ?    | Réf. 1            |
| Jean Antony             | 1952      | ?                       | 1       | ?    | Réf. 1            |
| Richard Armbruster      | 1962-1964 | Gardien de but          | 18      | 0    | Réf. 1            |
| Gilbert Aubrun          | 1954-1955 | ?                       | 4       | ?    | Réf. 1            |
| Jean-Louis Auxenfans    | 1988-1989 | Demi-centre             | 21      | ?    | Réf. 1            |

### B

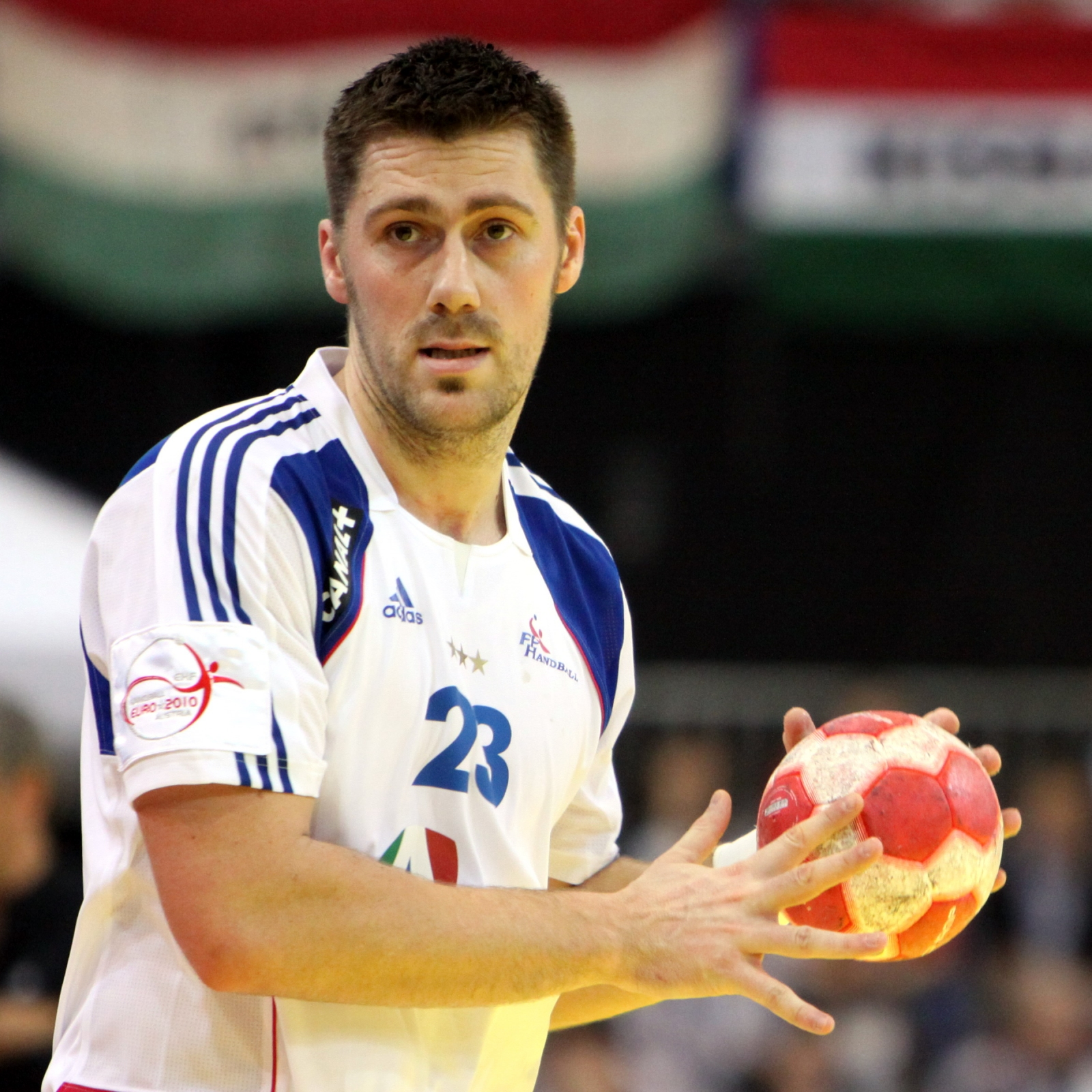
Sébastien Bosquet en 2010.

| Nom                    | Période   | Poste           | Match | But | Source |
| ---------------------- | --------- | --------------- | ----- | --- | ------ |
| Jean-Paul Babin        | 1959      | ?               | 2     | ?   | Réf. 1 |
| Paul Baechle           | 1950      | ?               | 1     | ?   | Réf. 1 |
| Gérard Balassi         | 1956-1960 | Gardien de but  | 9     | 0   | Réf. 1 |
| Jean-Jacques Balzer    | 1974-1978 | Arrière droit   | 34    | ?   | Réf. 1 |
| Henri Bandin           | 1959      | ?               | 1     | ?   | Réf. 1 |
| Xavier Barachet        | 2009-2013 | Arrière droit   | 84    | 162 |        |
| Gilbert Barbeau        | 1946      | ?               | 2     | ?   | Réf. 1 |
| Pierre Bathelot        | 1955-1957 | ?               | 4     | ?   | Réf. 1 |
| André Beaucourt        | 1955-1960 | ?               | 13    | ?   | Réf. 1 |
| Jean Benoits           | 1947-1950 | ?               | 11    | ?   | Réf. 1 |
| Alain Berger           | 1968-1971 | ?               | 8     | ?   | Réf. 1 |
| Marc-Henri Bernard     | 1980-1986 | Arrière droit   | 103   | ?   | ,      |
| Jacques Bernardin      | 1978-1978 | ?               | 8     | ?   | Réf. 1 |
| Jean-Claude Bernoville | 1969      | ?               | 2     | ?   | Réf. 1 |
| Jean Besset            | 1959      | ?               | 1     | ?   | Réf. 1 |
| Raymond Billet         | 1949-1953 | ?               | 4     | ?   | Réf. 1 |
| Arnaud Bingo           | 2010-2013 | Ailier gauche   | 31    | 49  |        |
| Blancher               | 1946      | ?               | 1     | ?   | Réf. 1 |
| Manuel Blin            | 1996-1998 | ?               | 14    | ?   | Réf. 1 |
| Charles Bolzinger      | 2023-     | gardien de but  | 1     | 0   | Réf    |
| Baptiste Bonnefond     | 2015      | arrière gauche  | 1     | 0   |        |
| Georges Bonnet         | 1947      | arrière central | 1     | ?   | Réf. 1 |
| Robert Boriello        | 1958-1960 | Gardien de but  | 4     | ?   | Réf. 1 |
| Sébastien Bosquet      | 2002-2013 | Arrière droit   | 112   | 202 |        |
| François Bottari       | 1953      | ?               | 1     | ?   | Réf. 1 |
| Marcel Bouche          | 1949      | ?               | 1     | ?   | Réf. 1 |
| Patrick Boullé         | 1979-1987 | Gardien de but  | 117   | ?   | Réf. 1 |
| Pierre Boulud          | 1950      | ?               | 1     | ?   | Réf. 1 |
| Raymond Bourgeois      | 1950      | ?               | 1     | ?   | Réf. 1 |
| Bernard Boutellier     | 1972-1979 | Demi-centre     | 39    | ?   | Réf. 1 |
| Braun                  | 1946-1946 | ?               | 1     | ?   | Réf. 1 |
| Daniel Briatte         | 1955-1957 | ?               | 8     | ?   | Réf. 1 |
| Thibaud Briet          | 2022-     | arrière gauche  | 21    | 34  | [ 6 ]  |
| Georges Brucker        | 1949      | ?               | 1     | ?   | Réf. 1 |
| Jean-Jacques Brunet    | 1963-1972 | ?               | 50    | ?   | Réf. 1 |
| Raoul Bucheit          | 1971-1977 | Pivot, ailier   | 71    | ?   | Réf. 1 |
| Franck Bulleux         | 1982      | ?               | 2     | ?   | Réf. 1 |
| Cédric Burdet          | 1997-2008 | arrière droit   | 227   | 491 |        |
| Laurent Busselier      | 2006-2008 | Ailier gauche   | 17    | 35  |        |

### C
| Nom                    | Période     | Poste                | Match | But | Source         |
| ---------------------- | ----------- | -------------------- | ----- | --- | -------------- |
| Éric Cailleaux         | 1978-1988   | Demi-centre          | 114   | ??  | Réf. 1         |
| Alain Cailleret        | 1969-1970   | ?                    | 2     | ?   | Réf. 1         |
| Arnaud Calbry          | années 2000 | Défenseur            | >5    | >1  | [ 8 ]          |
| Robin Cantegrel        | 2019        | Gardien de but       | 2     | 0   |                |
| Jean-Pierre Carite     | 1969-1970   | ?                    | 31    | ?   | Réf. 1         |
| Michel Caron           | 1973        | ?                    | 2     | ?   | Réf. 1         |
| André Carraro          | 1957        | ?                    | 1     | ?   | Réf. 1         |
| Joël Casagrande        | 1980-1983   | Pivot                | 43    | ?   | Réf. 1         |
| Michel Cassin          | 1980-1982   | ?                    | 11    | ?   | Réf. 1         |
| Raphaël Caucheteux     | 2018        | Ailier gauche        | 11    | 23  | France 2018    |
| Patrick Cazal          | 1994-2004   | Arrière droit        | 171   | 482 |                |
| Roland Chabaud         | 1971        | ?                    | 8     | ?   | Réf. 1         |
| Roger Champy           | 1949        | ?                    | 1     | ?   | Réf. 1         |
| Guy Channen            | 1970-1979   | Gardien de but       | 80    | ?   | Réf. 1         |
| François-Xavier Chapon | 2009        | gardien de but       | 1     | 0   |                |
| Maurice Chastanier     | 1952-1964   | Arrière gauche       | 53    | ?   | Réf. 1         |
| Fernand Chatelot       | 1948-1950   | ?                    | 3     | ?   | Réf. 1         |
| Michel Chellemel       | 1969-1970   | ?                    | 6     | ?   | Réf. 1         |
| Dino Chiavus           | 1971-1974   | Arrière gauche       | 24    | ?   | Réf. 1         |
| Alain Chiffray         | 1987-1988   | Gardien de but       | 6     | ?   | Réf. 1         |
| Richard Choley         | 1962        | ?                    | 5     | ?   | Réf. 1         |
| Nicolas Claire         | 2009-       | Demi-centre          | 53    | 53  | France JO 2021 |
| Michel Cicut           | 1979-1985   | Ailier droit         | 82    | ?   | Réf. 1         |
| Jean-Jacques Cochard   | 1991-1994   | Ailier/arrière droit | 8     | ?   | Réf. 1         |
| Nicolas Cochery        | 1987-1988   | Arrière gauche       | 16    | ?   | Réf. 1         |
| Coillot                | 1948        | ?                    | 4     | ?   | Réf. 1         |
| Paul Comte             | 1960        | ?                    | 3     | ?   | Réf. 1         |
| Stéphane Cordinier     | 1993-1999   | Ailier gauche        | 72    | ??  | Réf. 1         |
| Cornelis               | 1948        | ?                    | 4     | ?   | Réf. 1         |
| Daniel Costantini      | 1965-1968   | ?                    | 6     | ?   | Réf. 1         |
| Pierre Cottereau       | 1956-1960   | ?                    | 2     | ?   | Réf. 1         |
| Jacques Cottin         | 1967-1969   | Pivot                | 4     | ?   | Réf. 1         |
| Philippe Courbier      | 1985-1986   | ?                    | 8     | ?   | Réf. 1         |
| Eddie Couriol          | 1979-1983   | Ailier gauche        | 75    | ?   | Réf. 1         |

### D

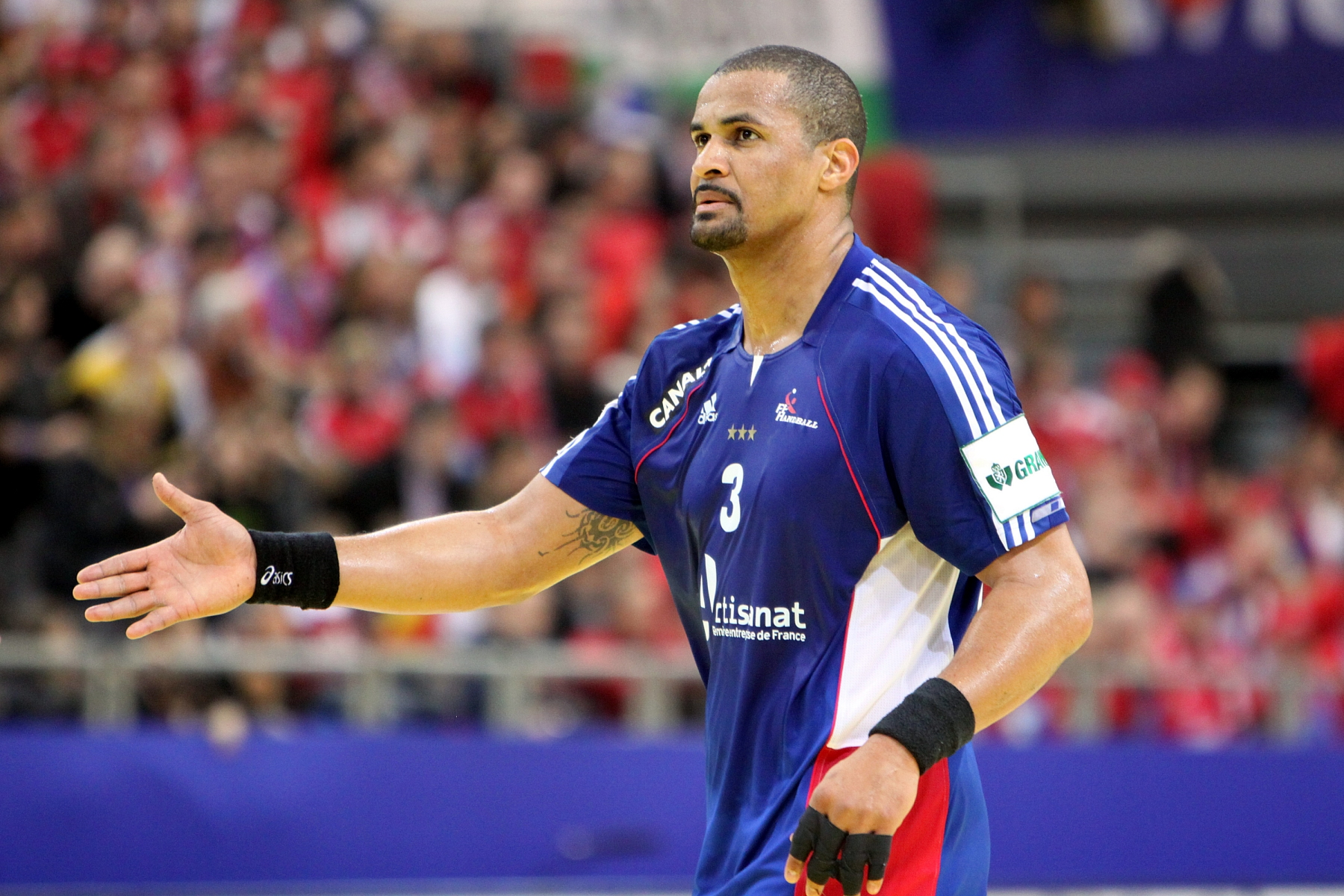
Didier Dinart est l'un des handballeurs les plus titrés de la planète, aucune compétition ne manquant à son palmarès. Sélectionné 379 fois entre 1996 et 2013, il est double champion olympique (2008 et 2012), triple champion du monde (2001, 2009 et 2011) et double champion d'Europe (2006 et 2010).

| Nom                  | Période   | Poste            | Match | But | Source |
| -------------------- | --------- | ---------------- | ----- | --- | ------ |
| Patrick Dambrine     | 1983      | ?                | 2     | ?   | Réf. 1 |
| Paul Dangel          | 1952      | ?                | 2     | ?   | Réf. 1 |
| Maximilien De Bulach | 1949      | ?                | 1     | ?   | Réf. 1 |
| Jean De Rette        | 1947      | ?                | 1     | ?   | Réf. 1 |
| Philippe Debureau    | 1985-1992 | arrière droit    | 177   | 574 | Réf. 1 |
| Francis Decarnin     | 1960-1961 | ?                | 2     | ?   | Réf. 1 |
| Yohann Delattre      | 1990-1999 | Gardien de but   | 74    | 0   | Réf. 1 |
| Dercheux             | 1946      | ?                | 4     | ?   | Réf. 1 |
| Dominique Deronchi   | 1978-1980 | Gardien de but   | 5     | ?   | Réf. 1 |
| Gilles Derot         | 1984-1992 | Demi-centre      | 167   | ??  | Réf. 1 |
| Théo Derot           | 2016      | Arrière gauche   | 3     | 4   |        |
| Rémi Desbonnet       | 2021-     | Gardien de but   | 20    | 2   | [ 9 ]  |
| Hugo Descat          | 2013-     | Ailier gauche    | 27    | 107 | [ 10 ] |
| Dominique Deschamps  | 1979-1986 | pivot            | 141   | ?   | Réf. 1 |
| Michel Destombes     | 1983-1986 | Gardien de but   | ~12   | ?   | [ 11 ] |
| Grégoire Detrez      | 2005-2013 | pivot            | 55    | 48  | [ 12 ] |
| Jean-Claude Diener   | 1961      | ?                | 1     | ?   | Réf. 1 |
| Didier Dinart        | 1996-2013 | Pivot, défenseur | 379   | 162 |        |
| Adrien Dipanda       | 2015-     | Arrière droit    | 72    | 78  | [ 13 ] |
| Bruno Dissegna       | 1950      | ?                | 1     | ?   | Réf. 1 |
| Frédéric Dole        | 2004-?    | Ailier droit     | 25    | ?   |        |
| Dominique Dolique    | 1974-1975 | Ailier droit     | 9     | ?   | Réf. 1 |
| Daniel Donnet        | 1973-1978 | Pivot            | 35    | ?   | Réf. 1 |
| Bernard Drollat      | 1957      | ?                | 1     | ?   | Réf. 1 |
| Jean-Luc Druais      | 1968-1972 | Ailier gauche    | 42    | 42  | [ 14 ] |
| Claude Dudot         | 1970-1971 | Arrière gauche   | 6     | ?   | Réf. 1 |
| Gérard Dumont        | 1957-1961 | ?                | 9     | ?   | Réf. 1 |
| Cyril Dumoulin       | 2009-2019 | gardien de but   | 56    | 0   |        |
| Philippe Durrieux    | 1952      | ?                | 1     | ?   | Réf. 1 |

### E
| Nom                    | Période   | Poste       | Match | But | Source |
| ---------------------- | --------- | ----------- | ----- | --- | ------ |
| Frédéric Echivard      | 1988      | Demi-centre | 3     | ?   | Réf. 1 |
| Christophe Esparre     | 1982-1987 | Pivot       | 44    | ?   | Réf. 1 |
| Jean-Pierre Etcheverry | 1959-1970 | Pivot       | 89    | ?   | Réf. 1 |
| Robert Étienne         | 1946-1948 | ?           | 11    | ?   | Réf. 1 |
| Michel Étienne         | 1982-1983 | ?           | 5     | ?   | Réf. 1 |

### F

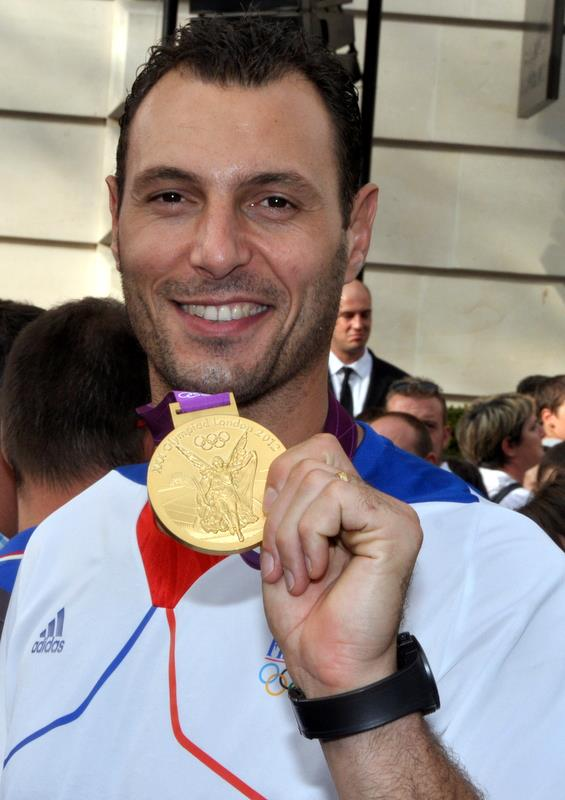
Jérôme Fernandez, capitaine de 2008 à 2015, est double champion olympique (2008 et 2012), triple champion d'Europe (2006, 2010, 2014) et quadruple champion du monde (2001, 2009, 2011, 2015). Il est également le meilleur buteur avec 1463 buts marqués.

| Nom               | Période   | Poste          | Match | But  | Source |
| ----------------- | --------- | -------------- | ----- | ---- | ------ |
| Ludovic Fabregas  | 2015-     | Pivot          | 126   | 285  | [ 15 ] |
| Paul Faucher      | 1946-1948 | ?              | 6     | ?    | Réf. 1 |
| Jean Favresse     | 1969      | ?              | 4     | ?    | Réf. 1 |
| Jean Faye         | 1965-1969 | ?              | 38    | ?    | Réf. 1 |
| Jean Férignac     | 1957-1970 | Gardien de but | 101   | ~0   | Réf. 1 |
| Jérôme Fernandez  | 1997-2015 | arrière gauche | 390   | 1463 | [ 16 ] |
| René Ferrieres    | 1949-1951 | ?              | 2     | ?    | Réf. 1 |
| Gustave Fischer   | 1948-1950 | ?              | 5     | ?    | Réf. 1 |
| Joël Fleury       | 1946-1952 | ?              | 16    | ?    | Réf. 1 |
| Michel Flouriot   | 1960      | ?              | 1     | ?    | Réf. 1 |
| Francis Franck    | 1996-1999 | Gardien de but | 57    | 0    | Réf. 1 |
| Maurice Friedrich | 1955-1961 | ?              | 15    | ?    | Réf. 1 |

### G

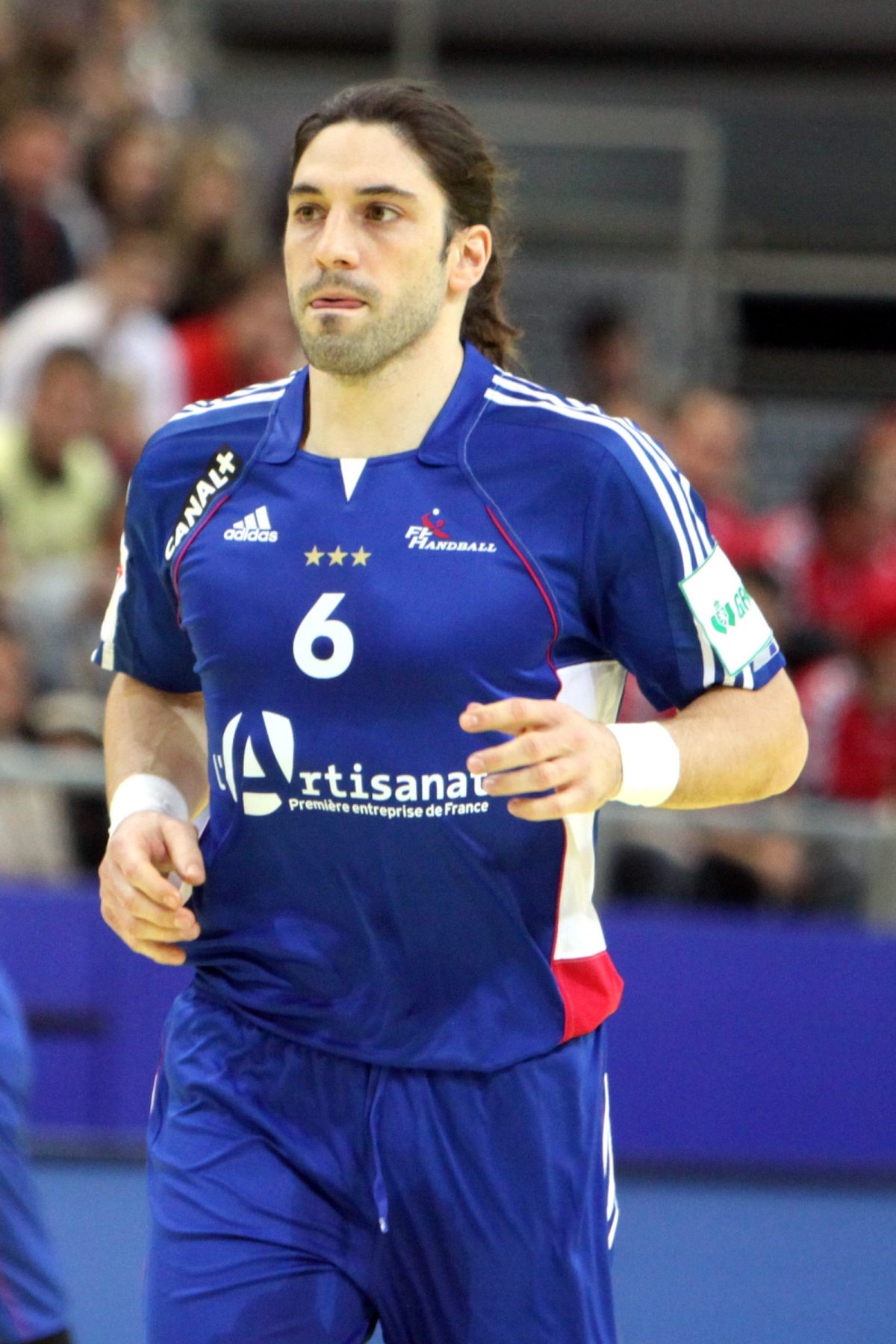
Bertrand Gille, élu meilleur handballeur mondial en 2002, a remporté deux fois les trois titres majeurs.

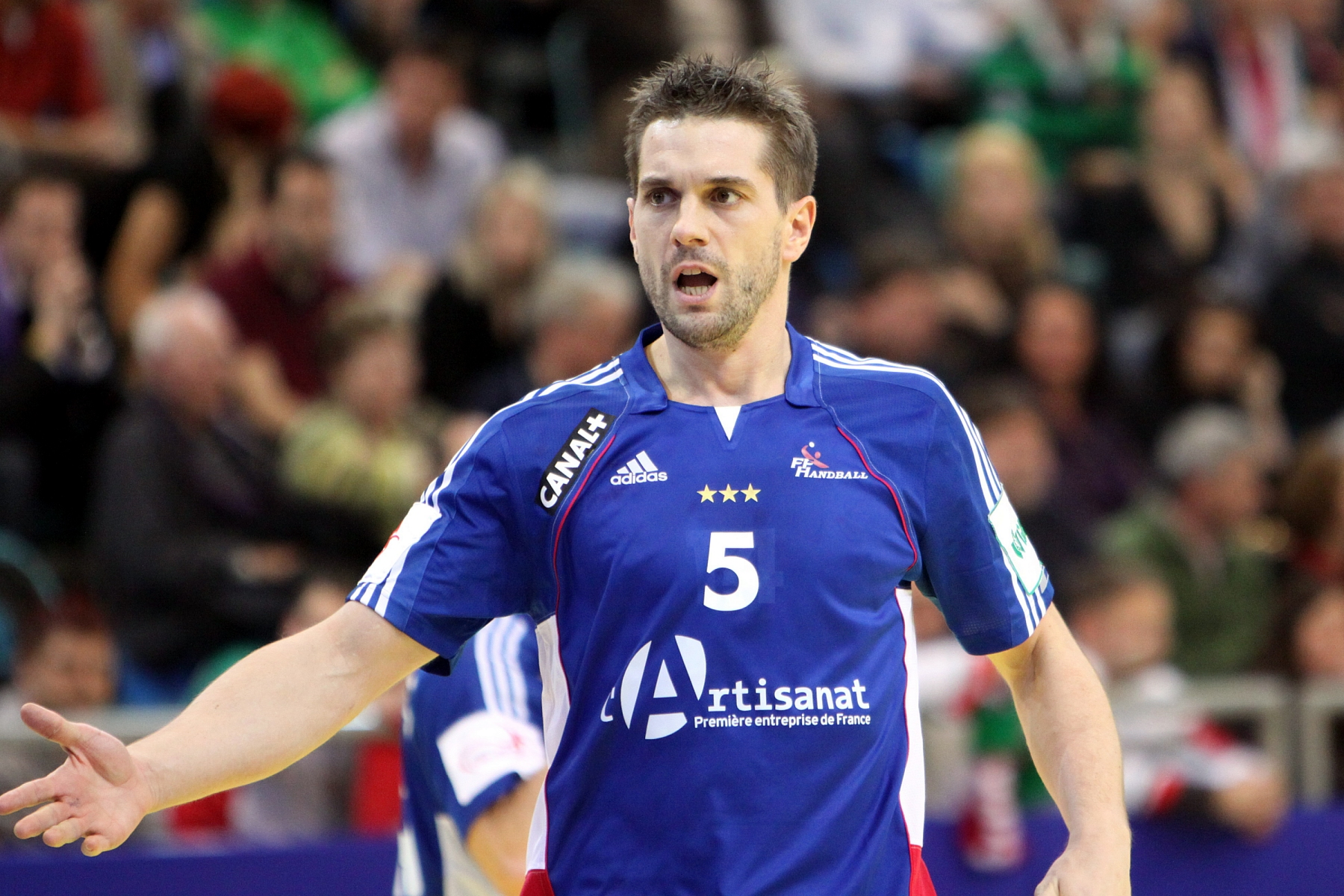
Guillaume Gille, a, comme son frère, remporté deux fois les trois titres majeurs.

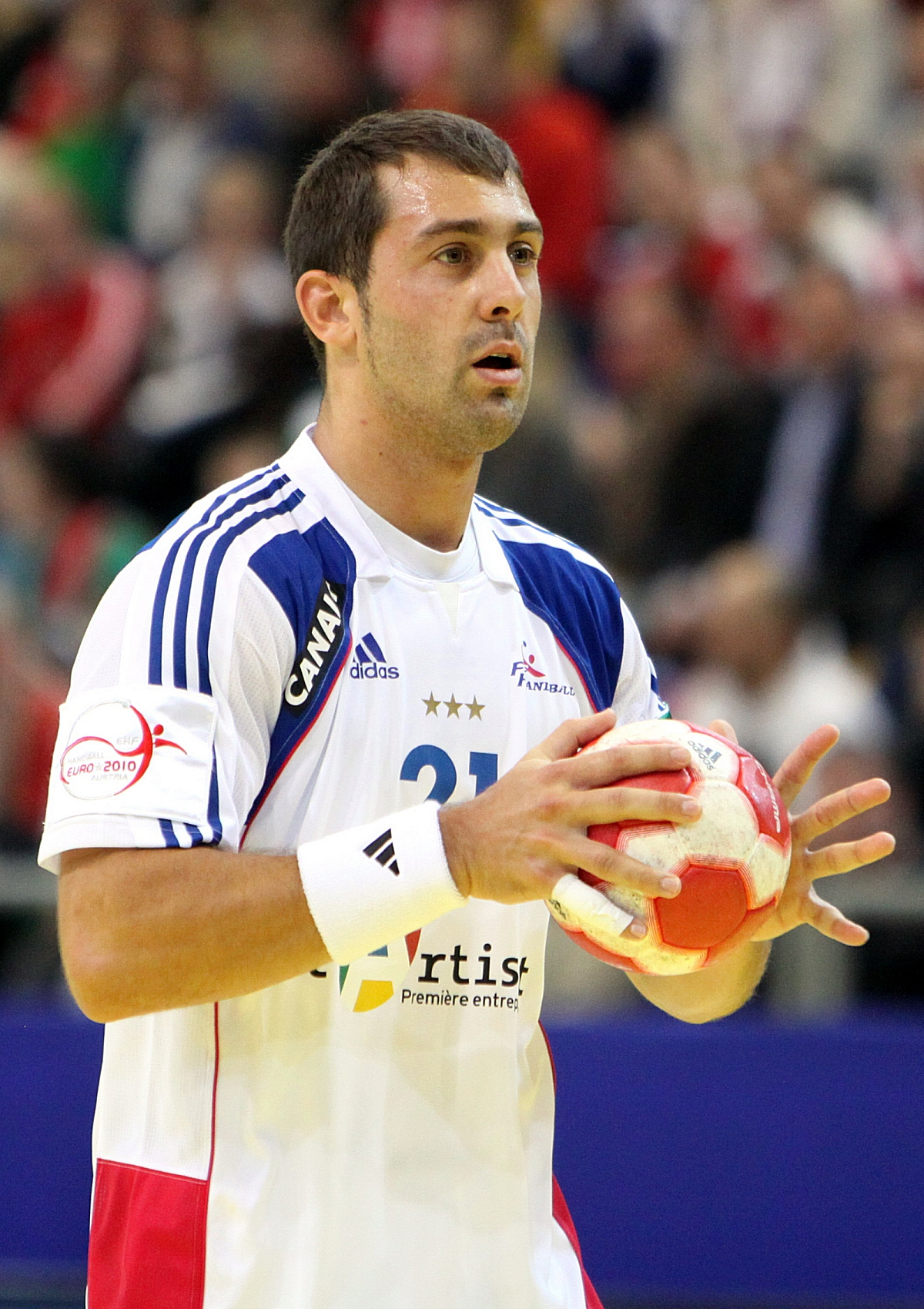
Michaël Guigou est triple champion olympique, quadruple champion du monde et triple champion d'Europe.

| Nom                  | Période                      | Poste                       | Match | But   | Source |
| -------------------- | ---------------------------- | --------------------------- | ----- | ----- | ------ |
| Bernard Gaffet       | 1980-1989                    | arrière gauche              | 111   | ?     | Réf. 1 |
| Claude Galland       | 1969-1974                    | Demi-centre                 | 75    | ?     | Réf. 1 |
| Félix Gaonac'h       | 1951-1954                    | ?                           | 12    | ?     | Réf. 1 |
| Joseph Gaonac'h      | 1949-1952                    | ?                           | 3     | ?     | Réf. 1 |
| Philippe Gardent     | 1983-1995                    | Pivot                       | 283   | ?     | Réf. 1 |
| Christian Gaudin     | 1990-2002                    | gardien de but              | 247   | 0     | Réf. 1 |
| Marcel Gaudion       | 1946-54 (à 11) 1953-55 (à 7) | Demi-centre                 | 16 7  | 18 17 | [ 17 ] |
| Patrice Gaudrin      | 1974-1977                    | ?                           | 12    | ?     | Réf. 1 |
| Raymond Gaultier     | 1956                         | Gardien de but              | 1     | ?     | Réf. 1 |
| Norbert Gegas        | 1968-1971                    | Arrière gauche              | 6     | ?     | Réf. 1 |
| Serge Gelé           | 1957-1961                    | ?                           | 7     | ?     | Réf. 1 |
| Yann Genty           | 2019-2021                    | Gardien de but              | 27    | 0     | [ 18 ] |
| Jean-Michel Geoffroy | 1977-1983                    | Arrière gauche              | 128   | ?     | Réf. 1 |
| Vincent Gérard       | 2013-                        | gardien de but              | 128   | 16    | [ 19 ] |
| Jean-Michel Germain  | 1967-1971                    | Demi-centre                 | 24    | ?     | Réf. 1 |
| Philippe Germain     | 1978-1982                    | Demi centre                 | 62    | ?     | Réf. 1 |
| Christian Gil        | 1960                         | ?                           | 1     | ?     | Réf. 1 |
| Benjamin Gille       | 2009 (A')                    | Défenseur, Pivot            | 3     | 2     |        |
| Bertrand Gille       | 1997-2013                    | Pivot                       | 268   | 806   |        |
| Guillaume Gille      | 1996-2012                    | Arrière gauche, demi-centre | 308   | 678   |        |
| Antoine Gimenez      | 1960                         | ?                           | 4     | ?     | Réf. 1 |
| Denis Giraud         | 1977-1979                    | Arrière gauche              | 46    | ?     | Réf. 1 |
| Olivier Girault      | 1997-2008                    | ailier gauche               | 235   | 539   | [ 20 ] |
| Paul Givaudan        | 1947                         | ?                           | 1     | ?     | Réf. 1 |
| Andrej Golić         | 1998-??                      | Ailier gauche, demi-centre  | 149   | 368   |        |
| Philippe Gomez       | 1960                         | ?                           | 2     | ?     | Réf. 1 |
| René Goudeaux        | 1956                         | ?                           | 1     | ?     | Réf. 1 |
| Jean Goupy           | 1953-1961                    | ?                           | 30    | ?     | Réf. 1 |
| Jacques Grandjean    | 1975-1979                    | Ailier droit                | 63    | ?     | Réf. 1 |
| René Grandroques     | 1958                         | ?                           | 2     | ?     | Réf. 1 |
| Gérard Grave         | 1975-1978                    | Ailier gauche               | 33    | ?     | Réf. 1 |
| Fernand Grave        | 1957                         | ?                           | 2     | ?     | Réf. 1 |
| Mathieu Grébille     | 2012-                        | arrière ou ailier gauche    | 72    | 117   | [ 21 ] |
| Pierre Grenier       | 1953-1957                    | ?                           | 6     | ?     | Réf. 1 |
| Alain Griffon        | 1975-1976                    | ?                           | 4     | ?     | Réf. 1 |
| Jean-Marie Grosfils  | 1960                         | Gardien de but              | 1     | ?     | Réf. 1 |
| Mickaël Grossmann    | 2001-??                      | ?                           | 5     | ?     | Réf. 1 |
| Edouard Gruneisen    | 1948                         | ?                           | 1     | ?     | Réf. 1 |
| Michaël Guigou       | 2002-2021                    | Ailier gauche               | 307   | 1021  | [ 22 ] |
| Fabrice Guilbert     | 2003-2009                    | Demi-centre, arrière G      | 29    | 57    |        |
| Pierre Guilleux      | 1948                         | ?                           | 2     | ?     | Réf. 1 |

### H
| Nom                    | Période   | Poste           | Match | But | Source |
| ---------------------- | --------- | --------------- | ----- | --- | ------ |
| Daniel Hager           | 1985-1992 | Ailier G, pivot | 158   | ?   | Réf. 1 |
| Joël Hector            | 1966      | ?               | 2     | ?   | Réf. 1 |
| Daniel Heras-Gomez     | 1960-1963 | ?               | 7     | ?   | Réf. 1 |
| Pierre Hirt            | 1964      | ?               | 1     | ?   | Réf. 1 |
| Jean-Claude Hoinant    | 1953-1964 | ?               | 19    | ?   | Réf. 1 |
| Samuel Honrubia        | 2009-2016 | Ailier gauche   | 87    | 194 |        |
| François-Xavier Houlet | 1993-2004 | demi-centre     | 64    | 181 |        |
| Stéphane Huet          | 1993-1994 | Demi centre     | 13    | ?   | Réf. 1 |
| Marcel Humbert         | 1957-1958 | ?               | 2     | ?   | Réf. 1 |

### I
| Nom                | Période   | Poste          | Match | But | Source |
| ------------------ | --------- | -------------- | ----- | --- | ------ |
| Henri Ibanez       | 1958-1960 | ?              | 4     | ?   | Réf. 1 |
| Michel Iker        | 1955-1955 | Gardien de but | 1     | ?   | Réf. 1 |
| Pierre Imberty     | 1946-1958 | ?              | 40    | ?   | Réf. 1 |
| Roland Indriliunas | 1979-1982 | Arrière        | 23    | ?   | Réf. 1 |

### J
| Nom             | Période   | Poste                         | Match | But | Source |
| --------------- | --------- | ----------------------------- | ----- | --- | ------ |
| Pascal Jacques  | 1987-1988 | Pivot                         | 7     | ?   | Réf. 1 |
| Jaouen          | 1949-1951 | ?                             | 2     | ?   | Réf. 1 |
| Guillaume Joli  | 2006-2015 | ailier droit                  | 118   | 346 |        |
| Stéphane Joulin | 1995-2000 | Ailier droit                  | 111   | 344 |        |
| Philippe Julia  | 1991-1997 | Ailier                        | 36    | ?   | Réf. 1 |
| Roger Julitte   | 1955      | ?                             | 4     | ?   | Réf. 1 |
| Franck Junillon | 2001-2011 | Demi-centre ou arrière gauche | 101   | 127 |        |

### K

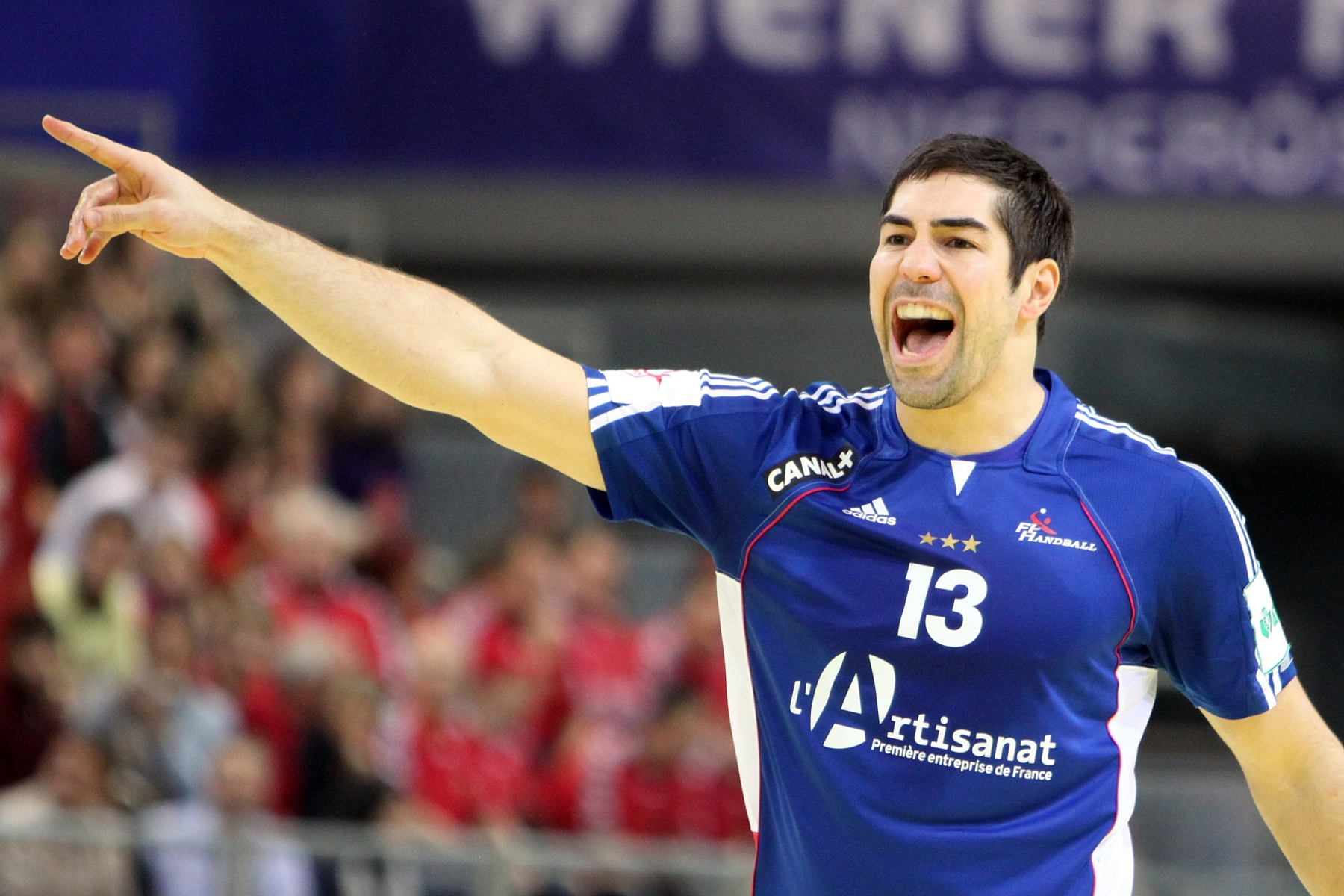
Nikola Karabatic fait partie de l'une des plus grandes sélections de tous les temps. Il est triple champion olympique (2008 et 2012), quadruple champion du monde (2009, 2011, 2015 et 2017), et triple champion d'Europe (2006, 2010 et 2014).

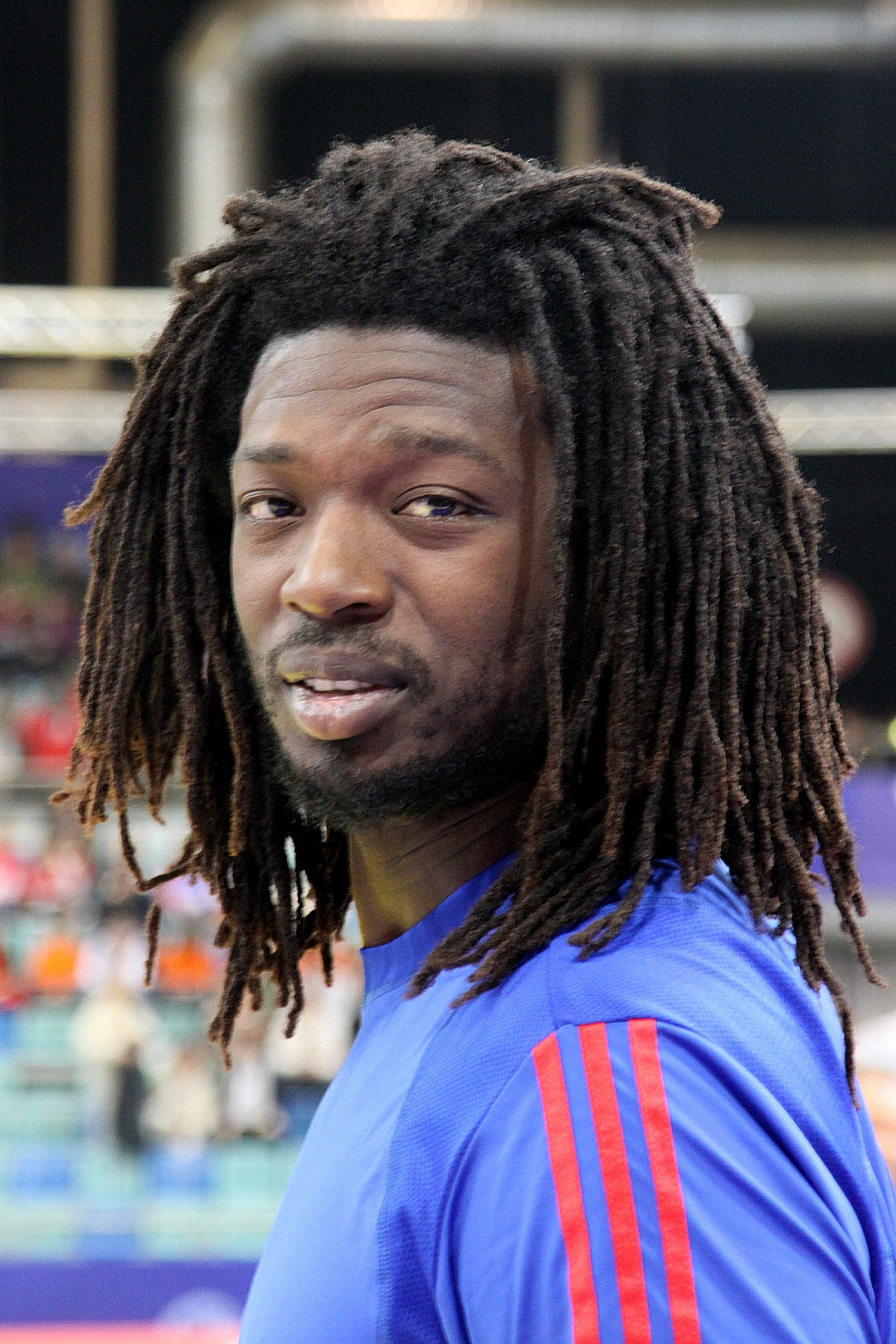
Daouda Karaboué.

| Nom               | Période   | Poste                       | Match | But  | Source |
| ----------------- | --------- | --------------------------- | ----- | ---- | ------ |
| Luka Karabatic    | 2011-2025 | Pivot, Défenseur            | 172   | 182  | [ 23 ] |
| Nikola Karabatic  | 2002-     | Arrière gauche, Demi centre | 324   | 1238 | [ 24 ] |
| Daouda Karaboué   | 2004-2013 | Gardien de but              | 151   | 0    |        |
| Christophe Kempé  | 1996-2009 | Pivot                       | 178   | 267  |        |
| Guéric Kervadec   | 1993-2005 | Pivot                       | 217   | 517  | [ 25 ] |
| Benoît Kounkoud   | 2015-     | Ailier droit                | 2     | 2    |        |
| Geoffroy Krantz   | 2006-2008 | demi centre                 | 29    | 32   |        |
| Olivier Krumbholz | 1983      | ?                           | 9     | ?    | Réf. 1 |

### L
| Nom                    | Période   | Poste          | Match | But | Source |
| ---------------------- | --------- | -------------- | ----- | --- | ------ |
| Jean Labrosse          | 1965-1996 | ?              | 3     | ?   | Réf. 1 |
| Jacques Labrot         | 1956-1959 | ?              | 9     | ?   | Réf. 1 |
| Francis Lacotte        | 1962      | ?              | 2     | ?   | Réf. 1 |
| Jean-Pierre Lacoux     | 1956-1961 | ?              | 16    | ?   | Réf. 1 |
| Narcisse Ladriere      | 1948      | ?              | 1     | ?   | Réf. 1 |
| Jean-Paul Laffargue    | 1960      | ?              | 2     | ?   | Réf. 1 |
| Romain Lagarde         | 2017-     | Arrière gauche | 51    | 66  | [ 26 ] |
| Roger Lambert          | 1960-1968 | Arrière droit  | 43    | ?   | Réf. 1 |
| Marc Lambert           | 1962-1966 | ?              | 22    | ?   | Réf. 1 |
| Jean-Paul Laplagne     | 1967-1972 | Gardien de but | 38    | ?   | Réf. 1 |
| Marcel Lartigau        | 1958      | ?              | 2     | ?   | Réf. 1 |
| Patrick Lasfont        | 1986-1987 | ?              | 5     | ?   | Réf. 1 |
| Jean Lasnier           | 1950-1955 | ?              | 16    | ?   | Réf. 1 |
| Bernard Latchimy       | 1996-2000 | Arrière droit  | 45    | ?   | Réf. 1 |
| Jean Laterrot          | 1955      | Gardien de but | 4     | 0   | Réf. 1 |
| Denis Lathoud          | 1987-1996 | arrière gauche | 164   | 463 | 1      |
| Pascal Léandri         | 1997-1998 | ?              | 23    | ?   | Réf. 1 |
| Jean-Louis Legrand     | 1971-1977 | Demi-centre    | 77    | ?   | Réf. 1 |
| Christian Lelarge      | 1967-1973 | Arrière gauche | 45    | ?   | Réf. 1 |
| Jean-Claude Lelarge    | 1967-1968 | ?              | 9     | ?   | Réf. 1 |
| Nicolas Lemonne        | 2001-2005 | Gardien de but | 18    | ?   | [ 27 ] |
| Yanis Lenne            | 2016-     | Ailier droit   | 16    | 17  | [ 28 ] |
| Jean-Jacques Lenormand | 1957      | ?              | 1     | ?   | Réf. 1 |
| Daniel Lepage          | 1972      | Gardien de but | 5     | ?   | Réf. 1 |
| Patrick Lepetit        | 1992-1995 | Demi-centre    | 46    | ?   | Réf. 1 |
| Georges Leroy          | 1954-1961 | ?              | 35    | ?   | Réf. 1 |
| Yohann Lhou Moha       | 1993-1994 | Ailier droit   | 6     | ?   | Réf. 1 |
| Philippe Locard        | 1983      | ?              | 7     | ?   | Réf. 1 |
| Frédéric Louis         | 2003-?    | Arrière droit  | 4     | 6   | -      |
| Jean-Paul Louvel       | 1965      | ?              | 2     | ?   | Réf. 1 |
| Philippe Loyer         | 1972-1975 | Arrière gauche | 7     | ?   | Réf. 1 |
| Lubert                 | 1950      | ?              | 2     | ?   | Réf. 1 |
| Etienne Lupatin        | 1955-1958 | ?              | 25    | ?   | Réf. 1 |

### M

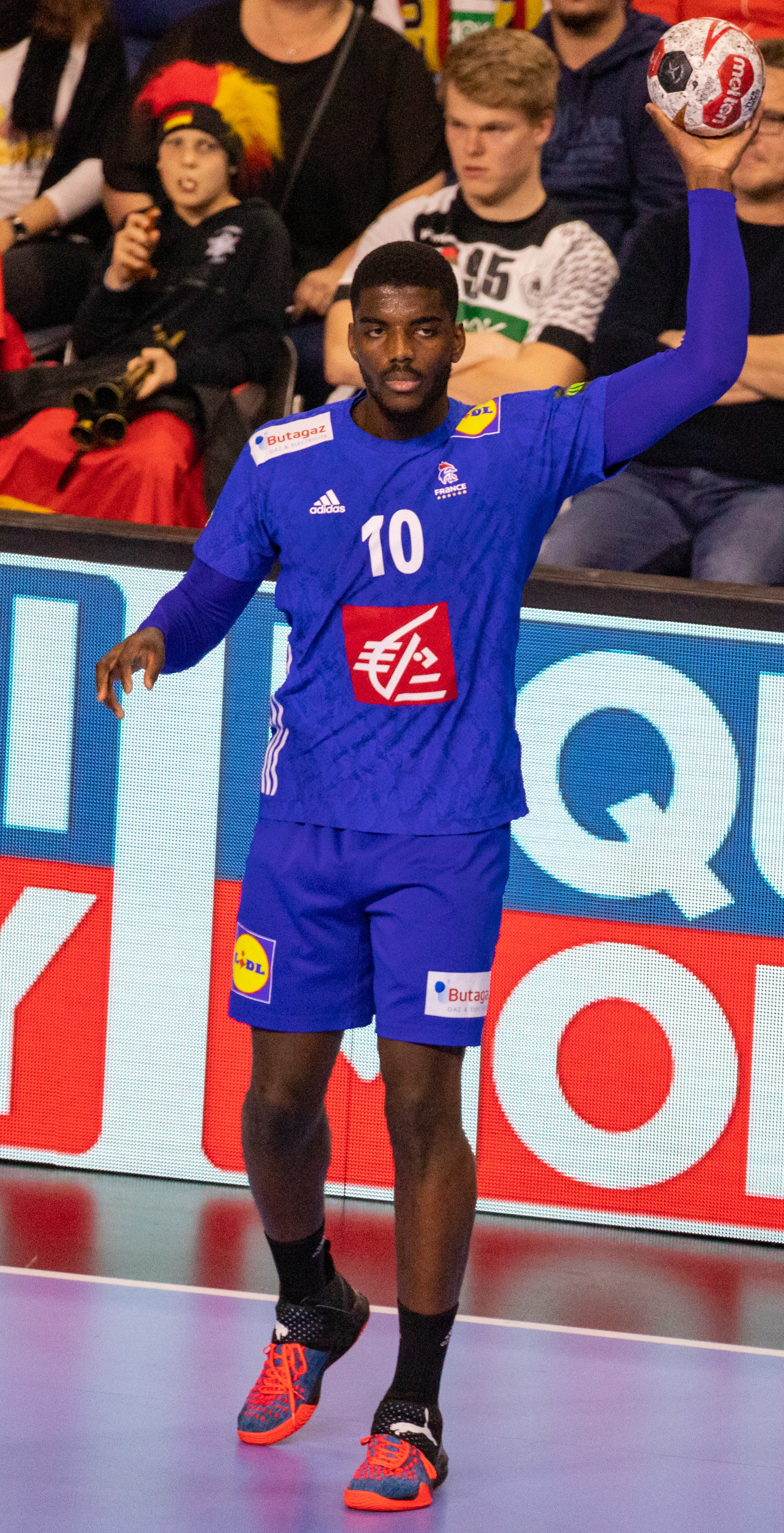
Dika Mem lors du Mondial 2019.

| Nom                 | Période     | Poste                 | Match | But | Source |
| ------------------- | ----------- | --------------------- | ----- | --- | ------ |
| Philippe Mabille    | 1979-1982   | ?                     | 5     | ?   | Réf. 1 |
| Pierre Mack         | 1963-1969   | ?                     | 16    | ?   | Réf. 1 |
| Kentin Mahé         | 2010-       | demi-centre, ailier G | 160   | 527 | [ 29 ] |
| Pascal Mahé         | 1984-1996   | Arrière G, Défenseur  | 297   | 739 | Réf. 1 |
| Henri Maignan       | 1946-1949   | ?                     | 5     | ?   | Réf. 1 |
| Alexis Majchrowicz  | 1950-1958   | ?                     | 3     | ?   | Réf. 1 |
| Jean-Paul Majchrzyk | 1974-1976   | Gardien de but        | 11    | ?   | Réf. 1 |
| Olivier Mantes      | 1998-       | ?                     | 4     | ?   | Réf. 1 |
| Michel Macquet      | années 1950 | ?                     | 20    | ?   |        |
| Charles Marin       | 1950        | ?                     | 1     | ?   | Réf. 1 |
| Olivier Marroux     | 2009-2011   | Ailier droit          | 8     | 17  |        |
| Gilles Martineau    | 1961        | Gardien de but        | 5     | ?   | Réf. 1 |
| Jean-Paul Martinet  | 1974-1979   | Ailier gauche         | 70    | ?   | Réf. 1 |
| Bruno Martini       | 1990-2007   | gardien de but        | 202   | 0   | 1      |
| Maurice Matteoni    | 1965        | Arrière               | 2     | ?   | Réf. 1 |
| Olivier Maurelli    | 1994-1995   | arrière gauche        | 17    | ?   | Réf. 1 |
| Gérard Maurette     | 1972-1977   | Arrière droit         | 49    | ?   | Réf. 1 |
| Franck Maurice      | 1994-1996   | Ailier G, demi-centre | 21    | ?   | Réf. 1 |
| Philippe Médard     | 1979-1992   | gardien de but        | 188   | 0   | 1      |
| Mejat               | 1946        | ?                     | 3     | ?   | Réf. 1 |
| Marc Méjean         | 1978-1982   | Arrière gauche        | 31    | ?   | Réf. 1 |
| Dika Mem            | 2016-       | Arrière droit         | 103   | 330 | [ 31 ] |
| Robert Merand       | 1946-1948   | ?                     | 10    | ?   | Réf. 1 |
| Marcel Merlaud      | 1978-1982   | Gardien de but        | 51    | ?   | Réf. 1 |
| Henri Meurgey       | 1946        | ?                     | 1     | ?   | Réf. 1 |
| Gilles Meyer        | 1972-1979   | Arrière gauche        | 79    | ?   | Réf. 1 |
| Julien Meyer        | 2017-       | Gardien de but        | 1     | 0   |        |
| Mohamed Mokrani     | 2008        | Pivot                 | 2     | ?   |        |
| Jacques Moneghetti  | 1958-1961   | ?                     | 12    | ?   | Réf. 1 |
| Sébastien Mongin    | 2004-??     | Demi-centre           | 14    | 13  |        |
| Philippe Monneron   | 1979        | Arrière               | 4     | ?   | Réf. 1 |
| Gaël Monthurel      | 1987-1996   | Pivot                 | 253   | 292 |        |
| Pierre Montorier    | 2009 (A')   | Pivot                 | 1     | ?   |        |
| Bernard Morel       | 1980-1984   | Gardien de but        | 55    | ?   | Réf. 1 |
| Thierry Mortagne    | 1978-1979   | Arrière               | 10    | ?   | Réf. 1 |
| Walter Motti        | 1947        | ?                     | 2     | ?   | Réf. 1 |
| Alain Mouchel       | 1968        | Demi centre           | 2     | ?   | Réf. 1 |
| Jules Mouilleseaux  | 1946        | ?                     | 3     | ?   | Réf. 1 |
| Jean Moysan         | 1949        | ?                     | 1     | ?   | Réf. 1 |
| Laurent Munier      | 1987-1995   | Demi-centre           | 154   | 305 | 1      |

### N

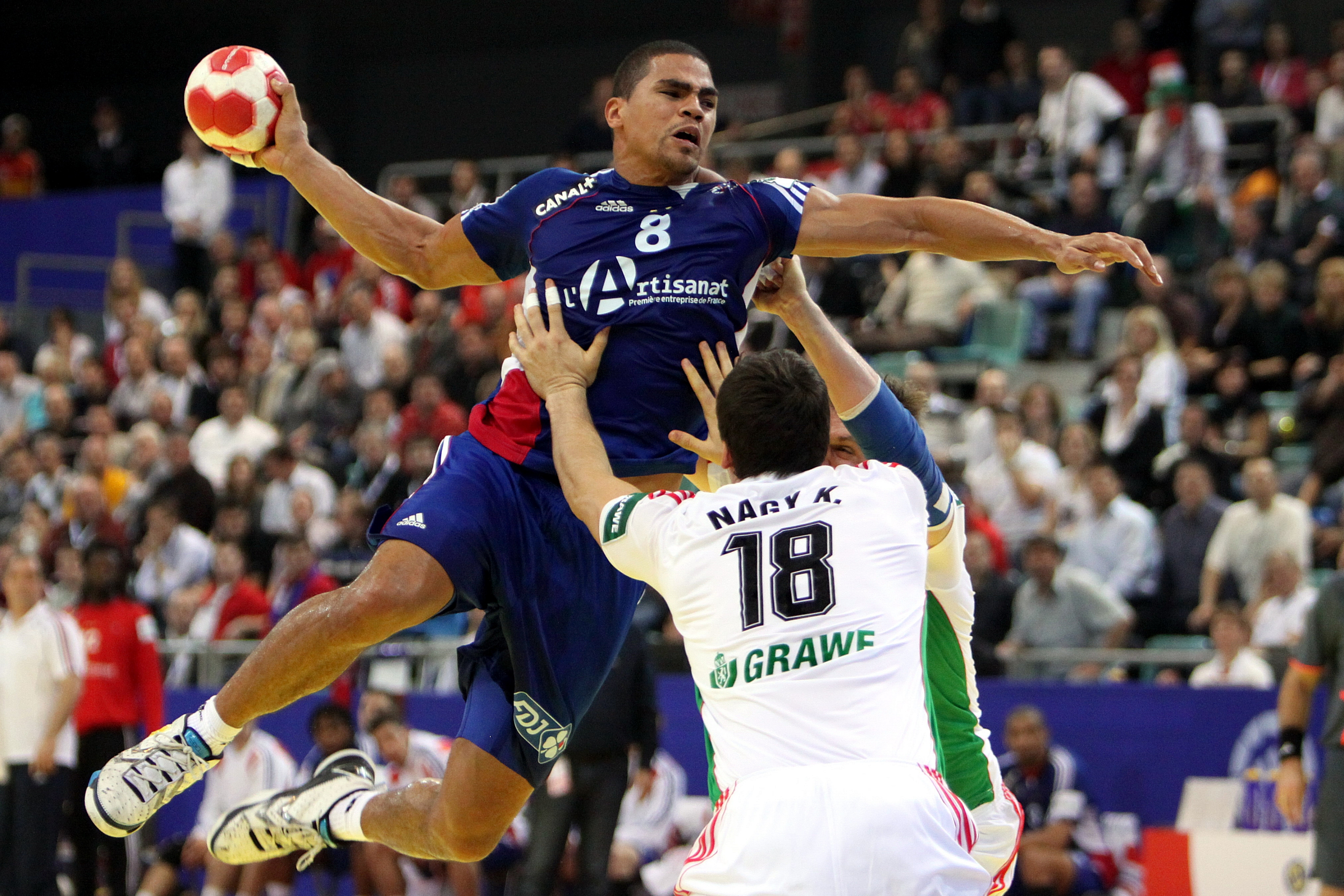
Daniel Narcisse.

| Nom                | Période   | Poste                    | Match | But | Source |
| ------------------ | --------- | ------------------------ | ----- | --- | ------ |
| Dylan Nahi         | 2017-     | Ailier gauche            | 5     | 8   | -      |
| Daniel Narcisse    | 2000-2017 | Demi-centre, arrière G   | 311   | 943 |        |
| David Néguédé      | 1984-1987 | Ailier gauche            | 22    | ?   | Réf. 1 |
| Timothey N'Guessan | 2013-2024 | Arrière gauche           | 114   | 225 | [ 32 ] |
| Alain Nicaise      | 1972-1976 | Pivot                    | 90    | ?   | Réf. 1 |
| Lionel Nicolas     | 1981-1984 | ?                        | 39    | ?   | Réf. 1 |
| André Nita         | 1969-1974 | Arrière gauche           | 42    | ?   | Réf. 1 |
| Jean Nita          | 1966-1967 | Demi centre              | 9     | ?   | Réf. 1 |
| Armand Noiret      | 1959      | ?                        | 1     | ?   | Réf. 1 |
| Sylvain Nouet      | 1979-1985 | Ailier droit             | 78    | ?   | Réf. 1 |
| Nouguier           | 1947      | ?                        | 1     | ?   | Réf. 1 |
| Kévynn Nyokas      | 2011-2017 | Arrière droit            | 41    | 57  |        |
| Olivier Nyokas     | 2015-2017 | Arrière ou ailier gauche | 17    | 31  |        |

### O

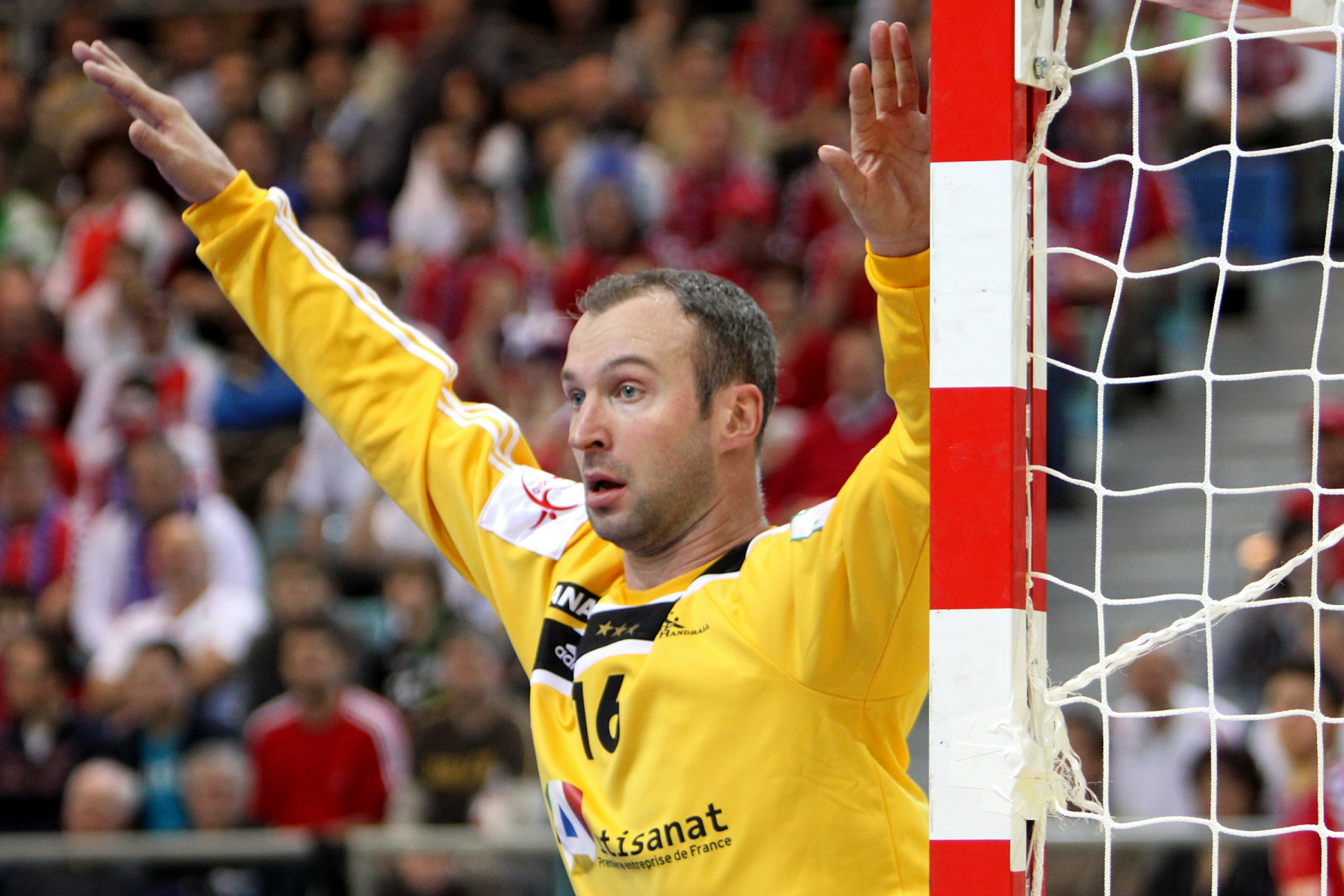
Thierry Omeyer est double champion olympique (2008 et 2012), quintuple champion du monde (2001, 2009, 2011, 2015 et 2017, record dans la compétition), triple champion d'Europe (2006, 2010 et 2014). Il est le joueur international français le plus titré avec dix médailles d'or.

| Nom                | Période   | Poste          | Match | But | Source |
| ------------------ | --------- | -------------- | ----- | --- | ------ |
| Thierry Omeyer     | 1999-2017 | Gardien de but | 358   | 6   | [ 33 ] |
| Lucien Orsini      | 1969      | Arrière droit  | 2     | ?   | Réf. 1 |
| Roger Orvain       | 1955-1960 | ?              | 19    | ?   | Réf. 1 |
| Sébastien Ostertag | 2005-2010 | Ailier gauche  | 29    | 75  |        |
| Guy Otternaud      | 1960      | ?              | 2     | ?   | Réf. 1 |

### P
| Nom                                | Période   | Poste                 | Match | But | Source |
| ---------------------------------- | --------- | --------------------- | ----- | --- | ------ |
| Michel Paolini                     | 1958-1965 | Ailier droit          | 31    | ?   | Réf. 1 |
| Wesley Pardin                      | 2013-     | gardien de but        | 11    | 0   | [ 34 ] |
| Parrot                             | 1949      | ?                     | 1     | ?   | Réf. 1 |
| Cédric Paty                        | 2008-2011 | Ailier droit          | 28    | 63  |        |
| Pierre Péchiné                     | 1946-1952 | ?                     | 4     | ?   | Réf. 1 |
| Frédéric Perez                     | 1986-1993 | Gardien de but        | 130   | ?   | Réf. 1 |
| Roland Perret                      | 1953-1957 | ?                     | 2     | ?   | Réf. 1 |
| Thierry Perreux                    | 1984-1995 | Ailier droit          | 244   | ?   | Réf. 1 |
| Bernard Perrodin                   | 1950      | ?                     | 1     | ?   | Réf. 1 |
| Daniel Perronnet                   | 1971-1972 | Arrière gauche        | 4     | ?   | Réf. 1 |
| Patrick Persichetti                | 1980-1985 | ?                     | 56    | ?   | Réf. 1 |
| Guy Petit                          | 1970-1972 | ?                     | 21    | ?   | Réf. 1 |
| Roger Philippoteaux                | 1948-1952 | ?                     | 14    | ?   | Réf. 1 |
| Michel Pichot                      | 1951-1959 | ?                     | 43    | ?   | Réf. 1 |
| Robert Picozzi                     | 1950      | ?                     | 1     | ?   | Réf. 1 |
| Roger Pirot                        | 1958      | ?                     | 1     | ?   | Réf. 1 |
| Stéphane Plantin                   | 1997-2003 | Ailier droit          | 72    | 168 |        |
| Yohann Ploquin                     | 2001-2009 | Gardien de but        | 89    | 0   |        |
| Jacques Pluen                      | 1950-1957 | Gardien de but        | 19    | ?   | Réf. 1 |
| Jean-Marc Poinsot                  | 1987-1988 | Demi-centre           | 9     | ?   | Réf. 1 |
| Serge Pons                         | 1960-1963 | ?                     | 9     | ?   | Réf. 1 |
| Jean-Claude Pons                   | 1960      | ?                     | 1     | ?   | Réf. 1 |
| Valentin Porte                     | 2013-     | Ailier, arrière droit | 140   | 342 | [ 35 ] |
| Alain Portes                       | 1983-1992 | Ailier gauche         | 216   | ??  |        |
| Maurice Portes (père du précédent) | 1960-1970 | ?                     | 63    | ?   | Réf. 1 |
| Elohim Prandi                      | 2019-     | Arrière gauche        | 8     | 18  | [ 36 ] |
| Raoul Prandi                       | 1996-1997 | Demi-centre           | 39    | ?   | Réf. 1 |
| Jean-Jacques Preiss                | 1954-1958 | ?                     | 4     | ?   | Réf. 1 |
| Laurent Puigségur                  | 1998-2002 | Pivot                 | 72    | ?   | Réf. 1 |

### Q
| Nom             | Période   | Poste  | Match | But | Source |
| --------------- | --------- | ------ | ----- | --- | ------ |
| Raymond Quaglia | 1948-1955 | ?      | 23    | ?   | Réf. 1 |
| Éric Quintin    | 1988-1996 | ailier | 216   | ?   | Réf. 1 |

### R

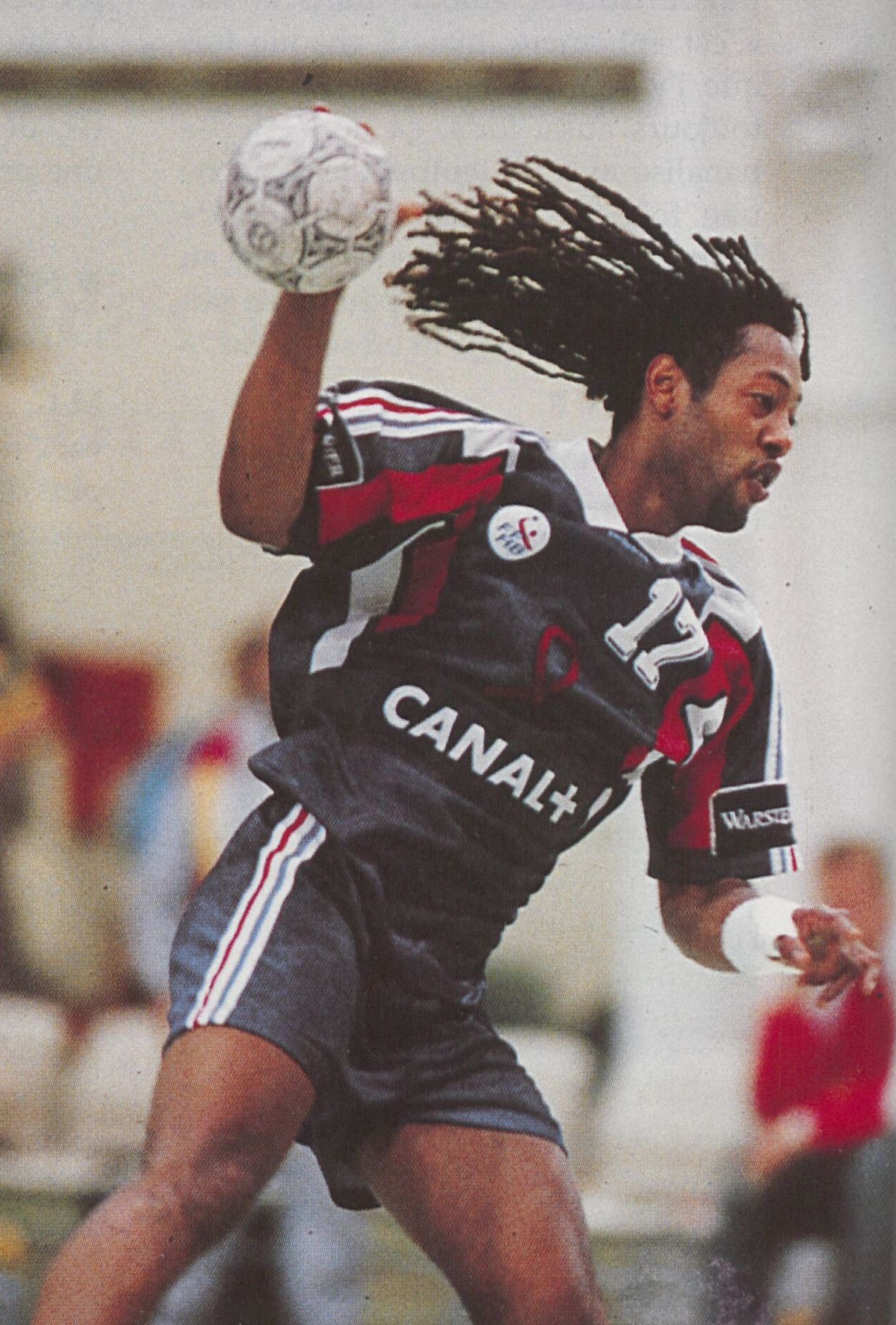
Jackson Richardson Capitaine de l'équipe de France de handball, médaille de bronze aux Jeux olympiques de Barcelone en 1992 et double champion du monde (1995 et 2001).

| Nom                | Période   | Poste          | Match | But | Source |
| ------------------ | --------- | -------------- | ----- | --- | ------ |
| Alain Raynal       | 1973-1974 | Arrière        | 8     | ?   | Réf. 1 |
| Henri Regnier      | 1946-1948 | ?              | 4     | ?   | Réf. 1 |
| Nedim Remili       | 2016-     | Arrière droit  | 103   | 338 | [ 37 ] |
| Yannick Reverdy    | 1996-1997 | Arrière gauche | 12    | ?   | Réf. 1 |
| Jean-Pierre Rey    | 1974-1979 | Arrière droit  | 52    | ?   | Réf. 1 |
| Ribera             | 1952      | ?              | 1     | ?   | Réf. 1 |
| René Richard       | 1961-1970 | Demi centre    | 83    | ?   | Réf. 1 |
| Michel Richard     | 1967-1970 | Arrière        | 26    | ?   | Réf. 1 |
| Jackson Richardson | 1990-2005 | Demi-centre    | 417   | 787 | Réf. 1 |
| Melvyn Richardson  | 2017-     | Demi-centre    | 70    | 160 |        |
| Bernard Rignac     | 1971-1979 | Arrière droit  | 27    | ?   | Réf. 1 |
| Claude Rinck       | 1951      | ?              | 2     | ?   | Réf. 1 |
| Robert Rios        | 1950-1958 | ?              | 15    | ?   | Réf. 1 |
| Bruno Rios         | 1987-1988 | Ailier gauche  | 3     | ?   | Réf. 1 |
| Jean Robart        | 1952-1956 | Gardien de but | 8     | ?   | Réf. 1 |
| Yvon Robin         | 1955-1958 | Gardien de but | 5     | ?   | Réf. 1 |
| Michel Rochepierre | 1946-1952 | Gardien de but | 20    | ?   | Réf. 1 |
| Marc Rochepierre   | 1946-1951 | ?              | 8     | ?   | Réf. 1 |
| Bertrand Roiné     | 2005-2012 | arrière gauche | 20    | 40  |        |
| Roiteguy           | 1947-1948 | ?              | 2     | ?   | Réf. 1 |
| Gérard Roussel     | 1974-1979 | Arrière gauche | 74    | ?   | Réf. 1 |
| Jean Roussel       | 1949-1950 | ?              | 2     | ?   | Réf. 1 |
| Guy Roussel        | 1951-1952 | ?              | 2     | ?   | Réf. 1 |
| Robert Roussel     | 1951      | ?              | 2     | ?   | Réf. 1 |
| Germain Rubellin   | 1946      | ?              | 1     | ?   | Réf. 1 |

### S

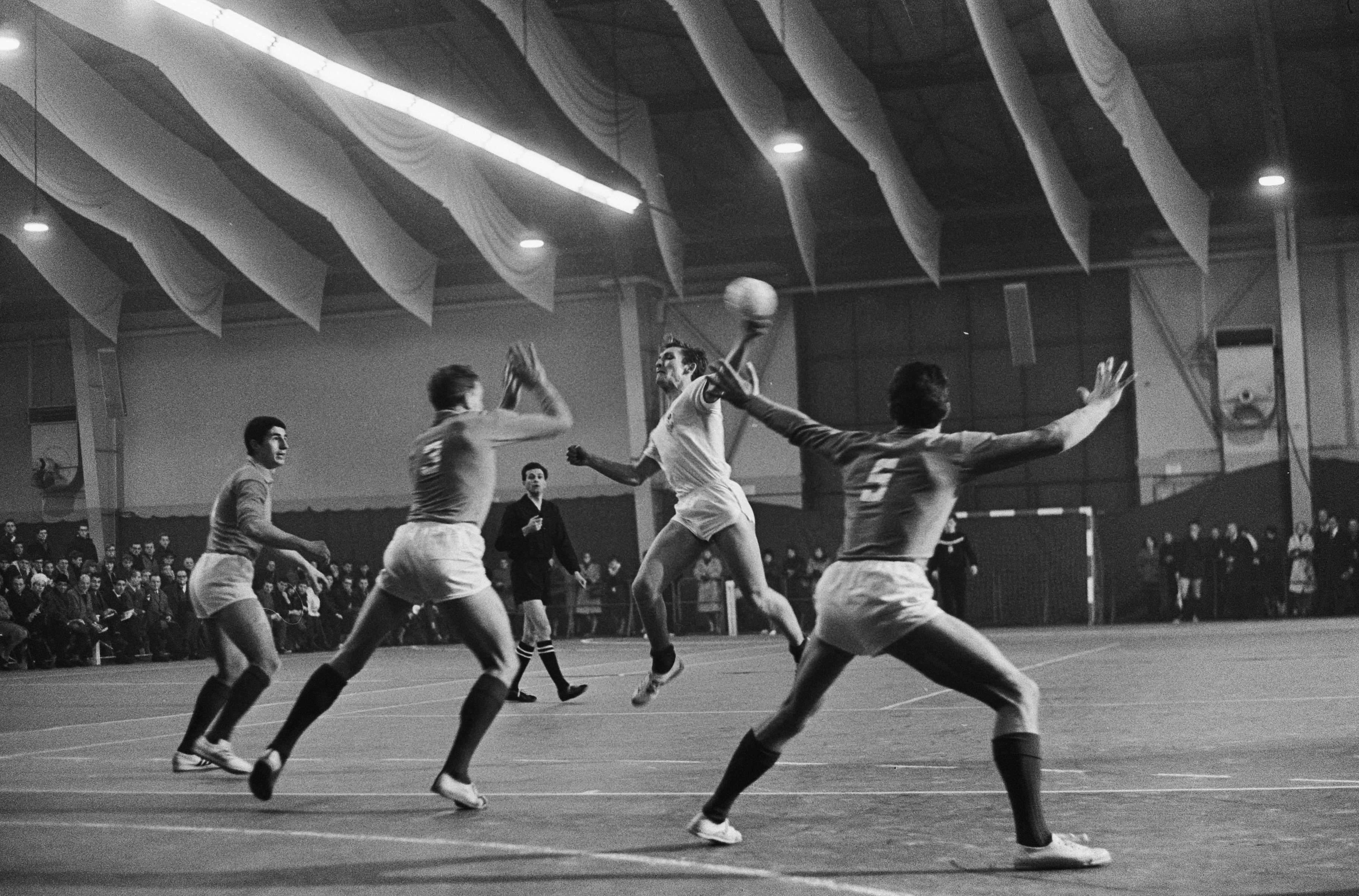
André Sellenet, l'un des joueurs majeurs des années 1960.

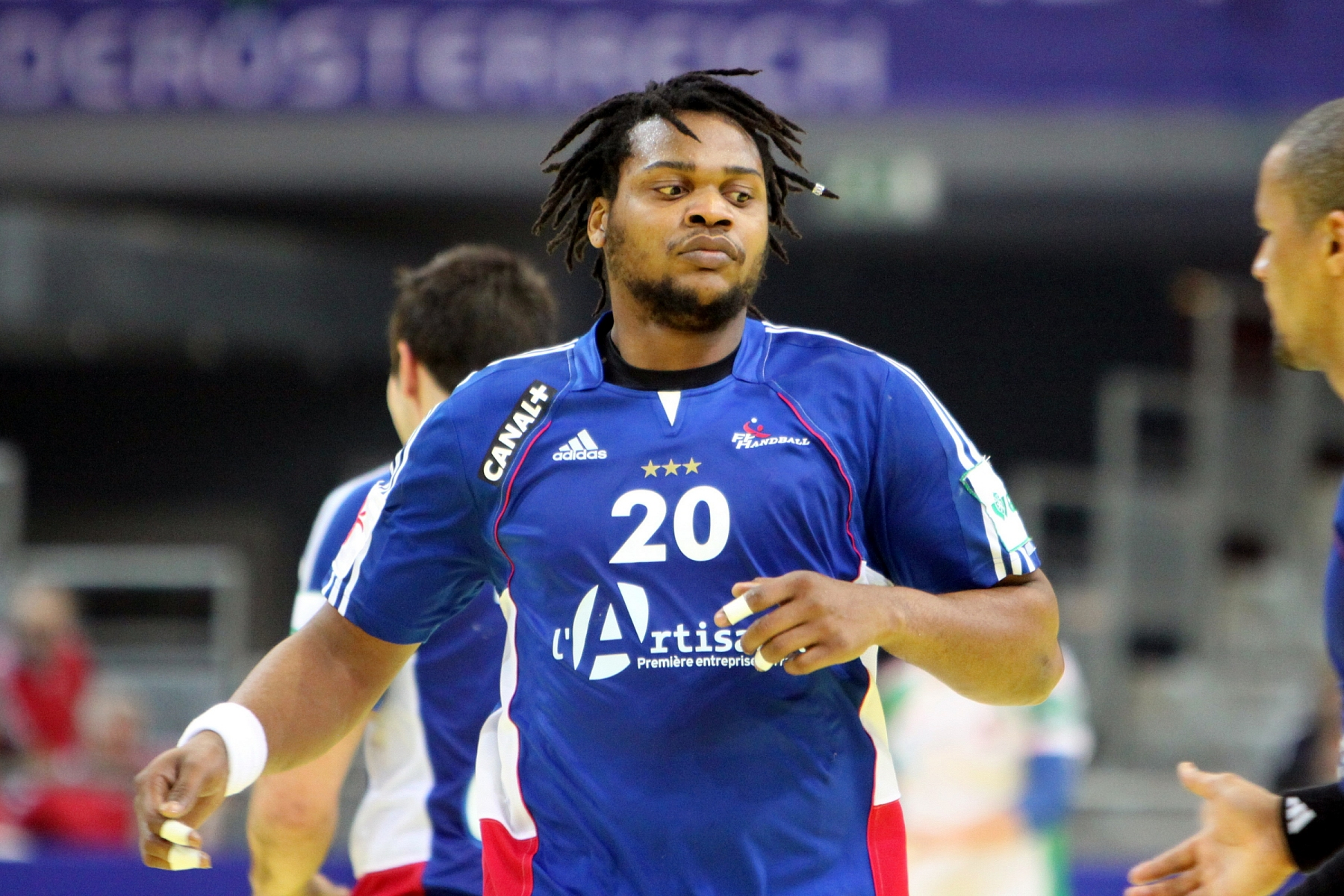
Cédric Sorhaindo, capitaine de 2017 à 2020, est notamment quadruple champion du monde.

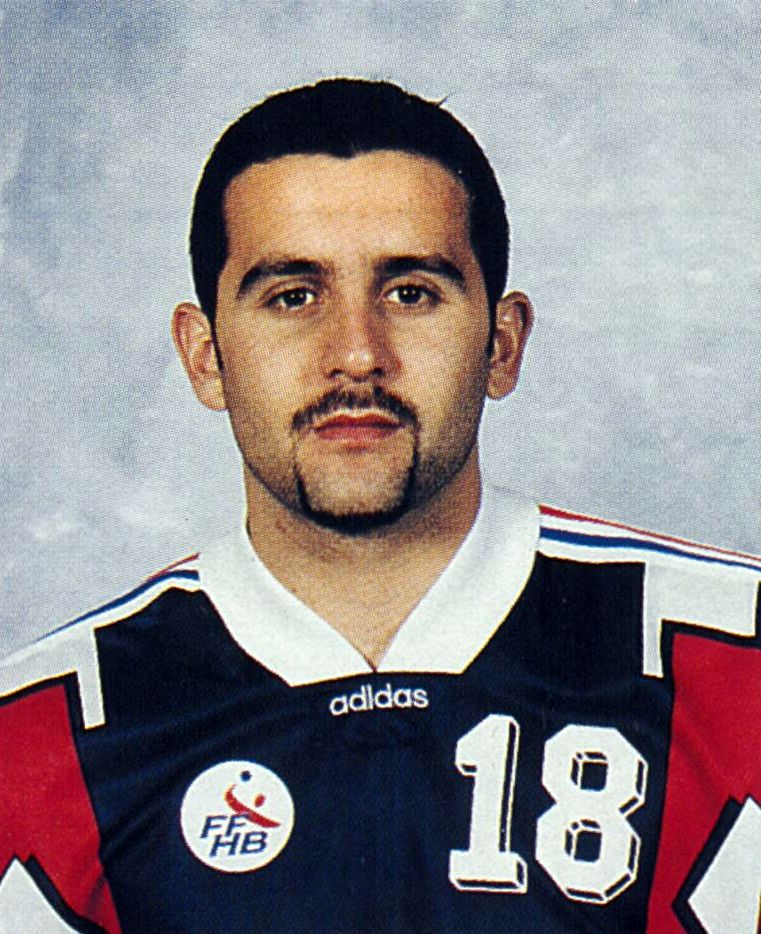
Stéphane Stoecklin, élu meilleur handballeur de l'année en 1997.

| Nom                  | Période   | Poste          | Match | But | Source |
| -------------------- | --------- | -------------- | ----- | --- | ------ |
| Michel Sabia         | 1960      | ?              | 2     | ?   | Réf. 1 |
| Claude Sagna         | 1951-1956 | ?              | 33    | ?   | Réf. 1 |
| Georges Salmon       | 1957      | ?              | 1     | ?   | Réf. 1 |
| Jean Salomon         | 1947-1950 | ?              | 10    | ?   | Réf. 1 |
| Jean Samson          | 1958      | ?              | 1     | ?   | Réf. 1 |
| Bernard Santona      | 1946-1955 | ?              | 23    | ?   | Réf. 1 |
| Guillaume Saurina    | 2010      | arrière gauche | 1     | 2   |        |
| Seufyann Sayad       | 2000-2005 | Arrière gauche | 17    | 17  | Réf. 1 |
| Philippe Schaaf      | 1988-1996 | Arrière droit  | 140   | ??  | Réf. 1 |
| Robert Scillieri     | 1966      | Gardien de but | 1     | ?   | Réf. 1 |
| Yannick Seiller      | 1960      | Gardien de but | 2     | ?   | Réf. 1 |
| Bernard Sellenet     | 1963-1964 | Gardien de but | 104   | ?   | Réf. 1 |
| André Sellenet       | 1961-1972 | Pivot          | 101   | 250 | [ 39 ] |
| Jean-Michel Serinet  | 1979-1987 | Arrière droit  | 149   | ?   | [ 40 ] |
| Jean Servant         | 1961      | ?              | 1     | ?   | Réf. 1 |
| Jean-Louis Silvestro | 1960-1968 | ?              | 52    | ?   | Réf. 1 |
| Albert Singrunn      | 1960      | ?              | 1     | ?   | Réf. 1 |
| Siriex               | 1949-1950 | ?              | 3     | ?   | Réf. 1 |
| Cédric Sorhaindo     | 2005-2020 | Pivot          | 220   | 425 | [ 38 ] |
| Alain Soulié         | 1961-1966 | ?              | 20    | ?   | Réf. 1 |
| Justy Specker        | 1946      | ?              | 1     | ?   | Réf. 1 |
| Spitz                | 1949      | ?              | 1     | ?   | Réf. 1 |
| Stéphane Stoecklin   | 1990-1999 | Arrière droit  | 238   | 898 | Réf. 1 |

### T
| Nom                    | Période   | Poste                    | Match | But | Source |
| ---------------------- | --------- | ------------------------ | ----- | --- | ------ |
| Jacky Taillefer        | 1969-1972 | Arrière droit            | 33    | ?   | Réf. 1 |
| Jean Taillefer         | 1952-1955 | ?                        | 5     | ?   | Réf. 1 |
| Gérard Tancrez         | 1968      | ?                        | 3     | ?   | Réf. 1 |
| Guy Terrier            | 1964-1969 | Pivot                    | 24    | ?   | Réf. 1 |
| Jean-Luc Thiébaut      | 1983-1994 | gardien de but           | 144   | ??  |        |
| Patrick Thierry        | 1969-1974 | Arrière                  | 37    | ?   | Réf. 1 |
| Claude Thiriet         | 1983      | ?                        | 7     | ?   | Réf. 1 |
| André Thomann          | 1948      | ?                        | 1     | ?   | Réf. 1 |
| Jean-Claude Thomas     | 1958-1961 | ?                        | 17    | ?   | Réf. 1 |
| Jean-Claude Todeschini | 1958      | ?                        | 1     | ?   | Réf. 1 |
| Nicolas Tournat        | 2017-     | Pivot                    | 47    | 66  | [ 41 ] |
| Denis Tristant         | 1987-1992 | Ailier droit             | 141   | ??  | 1      |
| Gérard Tructin         | 1973      | Gardien de but           | 2     | ?   | Réf. 1 |
| Turque                 | 1950      | ?                        | 1     | ?   | Réf. 1 |
| Audräy Tuzolana        | 2007-2009 | arrière ou ailier gauche | 4     | 9   |        |
| Serge Tzipkine         | 1970-1971 | ?                        | 5     | ?   | Réf. 1 |

### V
| Nom                    | Période   | Poste          | Match | But  | Source |
| ---------------------- | --------- | -------------- | ----- | ---- | ------ |
| Francis Varinot        | 1972-1980 | Gardien de but | 121   | ?    | Réf. 1 |
| Benoît Varloteaux      | 1997-1999 | Gardien de but | 22    | 0    | Réf. 1 |
| François Vedel         | 1968-1969 | ?              | 5     | ?    | Réf. 1 |
| Daniel Vernier         | 1971-1974 | ?              | 16    | ?    | Réf. 1 |
| Roland Versigny        | 1949-1956 | ?              | 18    | ?    | Réf. 1 |
| Max Vignat             | 1962-1964 | ?              | 17    | ?    | Réf. 1 |
| Roger Vincent          | 1955-1959 | ?              | 13    | ?    | Réf. 1 |
| Jean-Dominique Visioli | 1977-1980 | Ailier gauche  | 53    | ?    | Réf. 1 |
| Yves Vives             | 1960-1960 | ?              | 2     | ?    | Réf. 1 |
| Frédéric Volle         | 1987-1996 | arrière gauche | 241   | 1016 |        |

### W
| Nom                | Période   | Poste       | Match | But | Source |
| ------------------ | --------- | ----------- | ----- | --- | ------ |
| Marc Wiltberger    | 1991-2000 | Demi-centre | 148   | 241 | -      |
| François Woum Woum | 1998      | Demi-centre | 4     | ?   | Réf. 1 |
| Charles Wurtz      | 1946-1948 | ?           | 7     | ?   | Réf. 1 |

### Z
| Nom               | Période   | Poste         | Match | But | Source |
| ----------------- | --------- | ------------- | ----- | --- | ------ |
| Fernand Zaegel    | 1958-1961 | ?             | 15    | ?   | Réf. 1 |
| Michel Zahm       | 1976-1977 | ?             | 4     | ?   | Réf. 1 |
| Maurice Zellner   | 1964-1964 | ?             | 3     | ?   | Réf. 1 |
| Zorzenonne        | 1947      | ?             | 1     | ?   | Réf. 1 |
| Christophe Zuniga | 2006      | Arrière droit | 2     | >=1 | [ 42 ] |
| Semir Zuzo        | 1997-2002 | Pivot         | 50    | 63  | Réf. 1 |

### Référence principale
Réf. 1 : Laurent Moisset, « Liste des internationaux », dans La grande saga du hand français, Hugo et compagnie, 2016, 225 à 237 (ISBN 2755627549, lire en ligne)
Remarque : la liste est a priori identique à celle qui était présentée ici : « Liste des internationaux français », sur Archives de l'Eurotournoi, 24 juin 2002 (version du 27 octobre 2022 sur Internet Archive)

### Autres références
1. ↑  « Fiche de Luc Abalo », Fédération française de handball (version du 9 novembre 2021 sur Internet Archive).
2. ↑  « Qualifications Euro 2020 : Jean-Jacques Acquevillo (Bleus) s'est « fait plaisir » contre la Roumanie », sur lequipe.fr, L'Équipe, 16 juin 2019 (consulté le 19 juin 2019).
3. ↑  « Présentation de Pierre Alba » (consulté le 26 mai 2020).
4. ↑  « Marc-Henri Bernard Vice Président Délégué du Club France Handball » [PDF], Fédération française de handball (consulté le 27 octobre 2022).
5. ↑  « Marc-Henri Bernard, DRH Groupe Rémy Cointreau : « J’ai quitté des boîtes à cause de leurs valeurs » », sur recruteur.lefigaro.fr, 26 avril 2022 (consulté le 27 octobre 2022).
6. ↑  « Fiche de Thibaud Briet », Fédération française de handball (consulté le 24 décembre 2022).
7. ↑  « Entretien avec Raoul Bucheit », Hand-ball : bulletin fédéral n°195, Fédération française de handball, novembre 1983 (consulté le 13 mars 2021).
8. ↑  Arnaud Calbry, 2002
9. ↑  « Fiche de Rémi Desbonnet », Fédération française de handball (consulté le 24 décembre 2022).
10. ↑  « Fiche d'Hugo Descat », sur Site officiel de la FFHB, Fédération française de handball (consulté le 9 janvier 2021).
11. ↑  Statistiques de sélections à l'issue du mondial C 1986
12. ↑  « Detrez quitte la sélection », sur L'Equipe.fr (consulté le 1er juillet 2025).
13. ↑  « Fiche d'Adrien Dipanda », Fédération française de handball (consulté le 7 novembre 2019).
14. ↑  « Jean-Luc Druais, interview en 1983 », Fédération française de handball (consulté le 28 avril 2020).
15. ↑  « Fiche de Ludovic Fabregas », sur ffhandball.fr, Fédération française de handball (consulté le 6 mars 2025).
16. ↑  « Salle des légendes, Jérôme Fernandez », sur ffhandball.fr, Fédération française de handball (version du 25 novembre 2021 sur Internet Archive).
17. ↑  « Marcel Gaudion, à jamais le premier », Fédération française de handball, 19 mai 2021 (consulté le 6 juillet 2021).
18. ↑  « Fiche de Yann Genty », Fédération française de handball (consulté le 6 juillet 2021).
19. ↑  « Fiche de Vincent Gérard », Fédération française de handball (consulté le 6 juillet 2021).
20. ↑  « Salle des légendes, Olivier Girault », sur Site officiel de la FFHB, Fédération française de handball (consulté le 25 novembre 2021).
21. ↑  « Fiche de Mathieu Grébille », Fédération française de handball (consulté le 7 novembre 2019).
22. ↑  « Fiche de Michaël Guigou », Fédération française de handball (consulté le 6 juillet 2021).
23. ↑  « Luka Karabatic tourne la page des Bleus », Fédération française de handball, 25 février 2025 (consulté le 25 février 2025).
24. ↑  « Fiche de Nikola Karabatic », Fédération française de handball (consulté le 7 novembre 2019).
25. ↑  « Jubilé de Guéric Kervadec, aujourd'hui, à Pluvigner », Le Télégramme, 25 juin 2011 (consulté le 9 janvier 2021).
26. ↑  « Fiche de Romain Lagarde », Fédération française de handball (consulté le 7 novembre 2019).
27. ↑  « Nicolas Lemonne : le grand blond avec une chaussure noire », sur handday.fr, 4 juin 2018 (consulté le 18 janvier 2019).
28. ↑  « Fiche de Yanis Lenne », Fédération française de handball (consulté le 7 novembre 2019).
29. ↑  « Fiche de Kentin Mahé », Fédération française de handball (consulté le 8 octobre 2023).
30. ↑  Michel Macquet était très probablement un joueur de handball à onze.
31. ↑  « Fiche de Dika Mem », Fédération française de handball (consulté le 8 octobre 2023).
32. ↑  « Timothey N'Guessan renonce aux Bleus », sur ffhandball.fr, Fédération française de handball, 21 octobre 2024 (consulté le 27 février 2025).
33. ↑  « Salle des légendes, Thierry Omeyer », sur ffhandball.fr, Fédération française de handball.
34. ↑  « Fiche de Wesley Pardin », Fédération française de handball (consulté le 7 novembre 2019).
35. ↑  « Fiche de Valentin Porte », Fédération française de handball (consulté le 7 novembre 2019).
36. ↑  « Fiche d'Elohim Prandi », Fédération française de handball (consulté le 7 novembre 2019).
37. ↑  « Fiche de Nedim Remili », Fédération française de handball (consulté le 7 novembre 2019).
38. 1 2  « Cédric Sorhaindo : «J'avais décidé d'arrêter» l'équipe de France », L'Équipe, 9 février 2020 (consulté le 15 janvier 2021).
39. ↑  « André Sellenet, l’ancien capitaine du CSLD, est décédé. », Le Bien public,‎ 11 novembre 2010 (lire en ligne, consulté le 18 janvier 2019)
40. ↑  « Serinet, ce marchand de bonheur », Hand-ball : bulletin fédéral, Fédération française de handball, no 227,‎ mars 1987 (lire en ligne, consulté le 6 mai 2021)
41. ↑  « Fiche de Nicolas Tournat », Fédération française de handball (consulté le 7 novembre 2019).
42. ↑  « La troisième vie de "Zuni" », L'Écho républicain,‎ 19 octobre 2013 (lire en ligne, consulté le 14 février 2023).